# 스턴턴 체스 세트

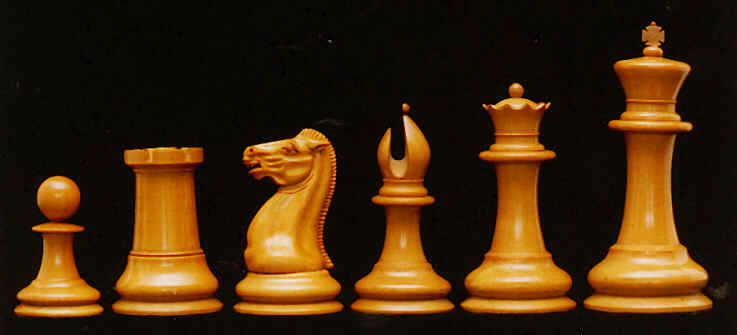
왼쪽부터: 폰, 룩, 나이트, 비숍, 퀸, 그리고 킹

스턴턴 체스 세트(Staunton chess set)는 체스 기물의 표준 양식으로, 국제 체스 연맹인 FIDE가 2022년부터 대회 사용을 권장하고 있다.
영국 언론인 나다니엘 쿡이 특허 디자인을 만든 것으로 알려져 있으며, 이 디자인은 이를 지지한 저명한 영국 체스 마스터 하워드 스턴턴의 이름을 따서 명명되었다. 첫 500 세트는 스턴턴이 번호를 매기고 친필 서명했다.(p. 225) 이 양식의 세트는 1849년 자크 런던에 의해 처음 출시되었으며, 빠르게 표준이 되었다. 이 세트 양식과 그 변형은 이후 전 세계에서 사용되어 왔다.(p. 17)

## 배경

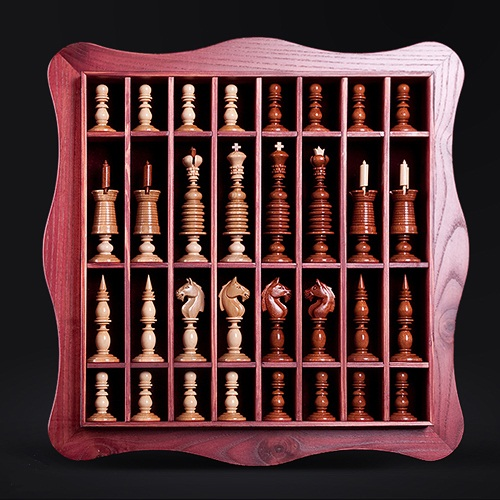
잉글리시 발리콘 양식 세트

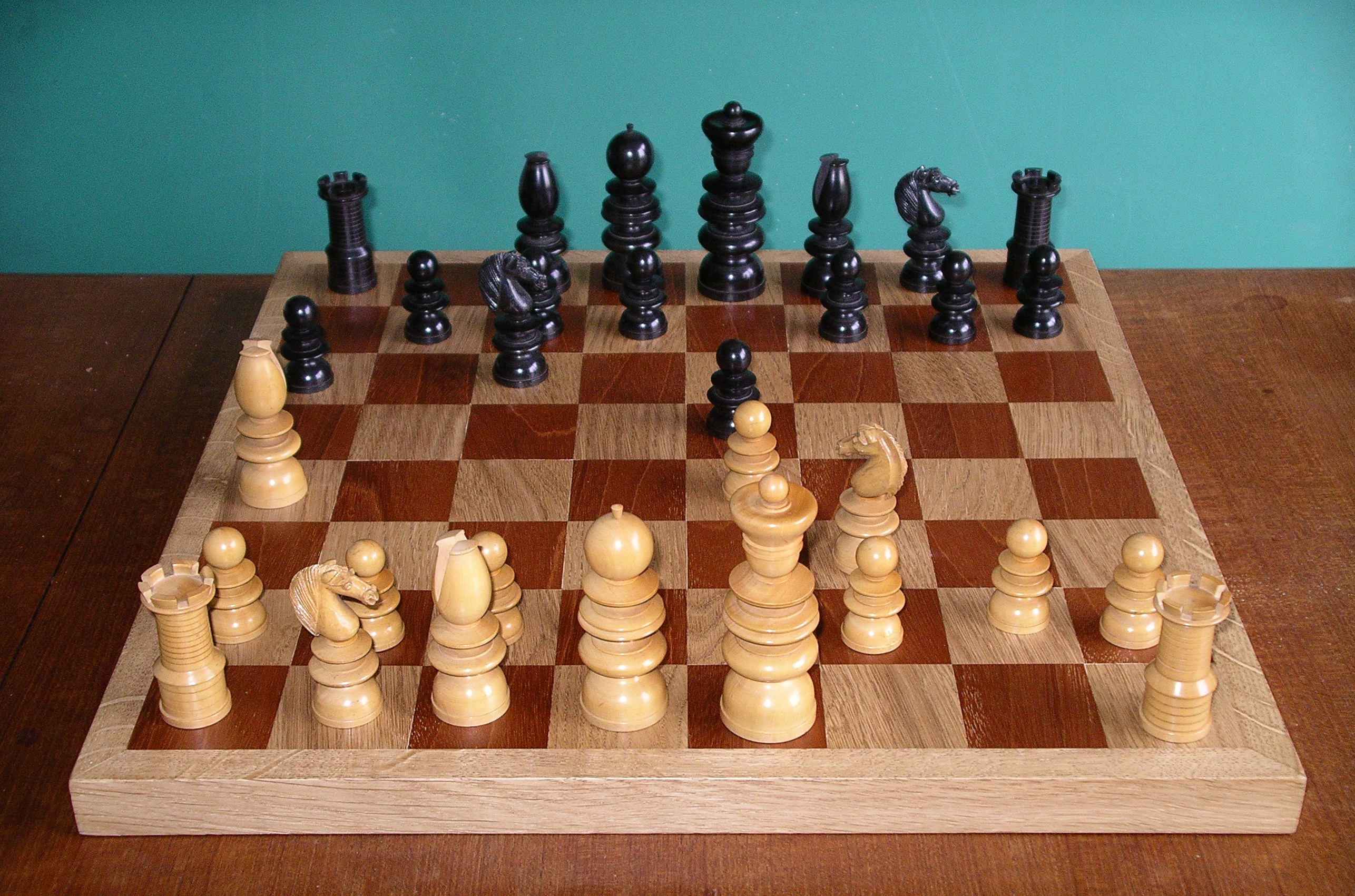
세인트 조지 양식 세트

18세기 말과 19세기 초에 체스 게임에 대한 관심이 증가하면서, 특히 국제 경기에서 체스 기물에 대한 더 보편적인 모델에 대한 새로운 요구가 생겨났다. 15세기에 시작된 기존 형태의 다양성과 양식은 19세기 초에 엄청나게 확장되었다. 이 시기에 인기 있었던 기존 유형에는 잉글리시 발리콘 체스 세트, 세인트 조지 체스 세트, 프렌치 레장스 체스 세트 (파리의 카페 드 라 레장스의 이름을 따서 명명됨), 그리고 중앙 유럽 형태가 있었다.
스턴턴 체스 세트는 이러한 문제에 대한 대응으로 1849년에 출시되었다. 이 기물들은 사용하기 쉽고 다양한 배경을 가진 체스 선수들이 보편적으로 인식할 수 있도록 설계되었다. 이 세트는 고급 게임 판매업체인 런던 해턴 가든의 스포츠 및 게임 제조업체인 존 자크 런던에 의해 처음 출시되었다. 이 세트는 1843년부터 1851년까지 일반적으로 세계에서 가장 강한 선수로 여겨졌던 체스 선수이자 작가인 하워드 스턴턴 (1810–1874)의 이름을 따서 스턴턴 체스 세트라고 불리게 되었다. 나다니엘 쿡은 오랫동안 이 디자인을 만든 것으로 알려져 있다.
이 세트 개발에 대한 한 가지 이론은 쿡이 교육받고 부유해지는 신흥 계층에게 익숙한 권위 있는 건축 개념을 사용했다는 것이다. 런던의 건축가들은 그리스 문화와 고대 로마의 문화의 강한 영향을 받아 신고전주의 양식의 권위 있는 건물을 설계하고 있었다. 새로운 체스 기물의 외형은 이 양식을 기반으로 했으며, 이 기물들은 "존경받는" 빅토리아 사회의 상징이었다.
- 미터로 구별되는 비숍
- 퀸의 소관과 킹의 왕관
- 파르테논 신전의 엘긴 대리석 조각군에 있는 씨말의 머리처럼 조각된 나이트
- 깔끔한 고전적인 선으로 유선형화되어 강인함과 안정감을 발산하는 룩
- 스턴턴 폰은 손잡이로 덮인 원뿔의 단순한 전통적인 디자인을 따랐지만,[10] 빅토리아 건축 발코니 양식으로 정교하게 만들어졌다.

실용적인 혁신도 있었다. 각 진영의 룩과 나이트에 왕관 문양이 찍혀 있어 킹사이드에서의 위치를 식별할 수 있었다. 이는 서술적 체스 기보법에서 룩과 나이트가 종종 "퀸의 나이트", "킹의 룩" 등으로 지정되었기 때문이다.
또 다른 가능성은 능숙한 선반공인 자크가 선수들에게 받아들여질 뿐만 아니라 합리적인 비용으로 생산될 수 있는 디자인을 실험하고 있었을 것이라는 점이다. 결국, 그는 기존의 줄기와 받침대 위에 보편적으로 인식되는 상징을 사용하는 새로운 디자인을 만들기 위해 기존의 세트에서 요소를 빌려 합성했을 가능성이 가장 높다. 그 결과 완성된 기물들은 작고, 균형이 잘 잡혔으며, 이해하기 쉽고 실용적인 플레이 세트를 제공하기 위해 무게를 두었다.
쿡이라는 기업가와 자크라는 장인의 시너지가 결합된 결과일 수도 있다.
1820년부터 체스 서적의 다이어그램들은 스턴턴 체스 기물과 여러 면에서 유사한 체스 기물 아이콘을 사용하기 시작했는데, 여기에는 퀸의 아치형 왕관이 소관으로 바뀐 것도 포함된다. 이는 스턴턴 디자인이 이러한 다이어그램에서 유래했을 수 있으며, 인쇄공이 만들었을 가능성이 매우 높다는 것을 보여준다.

## 디자인
흑단과 회양목 세트는 안정성을 더하기 위해 납으로 무게가 실려 있었고, 각 기물의 밑면은 펠트로 덮여 있어 기물들이 보드 위에서 쉽게 미끄러질 수 있도록 했다. 일부 상아 세트는 아프리카 상아로 만들어졌다. 킹의 크기는 3½~4½인치(88~114밀리미터)였으며, 세트는 일반적으로 파피에마셰 케이스에 담겨 있었고, 각 케이스에는 뚜껑 아래에 스턴턴의 서명 복사본이 새겨져 있었다.
스턴턴 기물은 대체로 넓게 조형된 받침대가 있는 기둥과 유사하다. 나이트는 말의 조각된 머리와 목을 특징으로 한다. 가장 큰 기물인 킹은 크로스 파테가 박힌 양식화된 왕관으로 기둥의 꼭대기를 장식한다. 퀸은 킹보다 약간 작으며, 작은 공(몬드)이 박힌 소관을 특징으로 한다. 룩은 양식화된 성벽을 특징으로 하며, 비숍은 서방 양식의 주교관을 특징으로 한다. 폰은 가장 작고 단순한 공으로 꼭대기가 덮여 있다. 인간 캐릭터를 나타내는 기물(킹, 퀸, 비숍, 폰)은 몸체와 머리 디자인을 구분하는 납작한 원반이 있는데, 이를 칼라라고 한다.
FIDE 체스 규칙에 설명된 대로, 수정된 스턴턴 체스 세트는 시각 장애인 및 저시력자를 위해 사용된다. 이러한 세트에서는 검은색 기물이 기물 꼭대기에 작은 점/스파이크로 흰색 기물과 구별되며, 어두운 칸은 사용자가 보드와 기물을 만져서 위치를 이해할 수 있도록 밝은 칸보다 높게 되어 있다. 또한 각 칸에는 기물 바닥의 못이 삽입되는 구멍이 있어 사용자가 기물을 움직이거나 넘어뜨리지 않고도 위치를 느낄 수 있다.

## 특허
이 디자인은 1849년 3월 1일 런던 스트랜드 198번지의 나다니엘 쿡에게 1842년 장식 디자인법에 따라 체스 기물 세트의 장식 디자인으로 특허청에 등록되었다. 당시에는 상아로 만든 어떤 디자인이나 물품에 대한 등록 조항이 없었으며, 등록은 주로 나무로 만든 품목인 클래스 2에 한정되었다.

## 마케팅
쿡은 일러스트레이티드 런던 뉴스의 편집자였으며, 그곳에서 스턴턴은 체스 기사를 연재했다. 그는 챔피언이 체스 세트를 지지하도록 설득했다.
“스타운턴 체스 기물.” – 최근 새로 디자인된 체스 기물을 보게 되었는데, 머지않아 이 아름다운 기물들이 지금까지 만족해왔던 보기 흉하고 무표정한 기물들을 완전히 대체할 것이라고 해도 크게 틀리지 않을 것입니다. 형태의 단순함과 우아함, 겉으로 보이는 가벼움과 진정한 견고함의 조화, 그리고 서로의 비율이 정확하여 가장 복잡한 위치에서도 모든 기물이 동료들에게 가려지거나 그림자에 가려지지 않고 뚜렷하게 드러나는 점에서 “스타운턴 체스 기물”은 우리가 지금까지 본 어떤 기물보다도 비할 데 없이 우수합니다.— 일러스트레이티드 런던 뉴스, 1849년 9월 8일.

스턴턴은 자크 런던의 제품을 지지했을 뿐만 아니라, 당시 제안된 다른 체스 기물 디자인을 맹렬히 비난하고 조롱하며 비범한 정도로 홍보했다. 스턴턴으로 알려지게 된 이 세트는 1849년 9월 29일 일반 대중에게 판매되기 시작했다. 스턴턴 양식은 이후 전 세계 대부분의 토너먼트 경기 기물이 만들어지고 사용되는 표준이 되었다. 스턴턴 세트의 저렴한 비용은 대중이 세트를 구매할 수 있도록 했고 체스 게임을 대중화하는 데 기여했다.
스턴턴 체스 세트는 항상 킹 위에 십자가와 비숍의 주교관 디자인을 가지고 있었다. 이 두 가지 측면은 이를 기독교화된 체스 세트로 만든다. 따라서 유고슬라비아와 소련과 같은 비기독교 또는 사회주의 국가에서는 다른 디자인이 선호되거나 스턴턴 디자인이 종교적 상징 없이 변경되었다. 예를 들어, 1950년 세계 체스 올림피아드에서 사용된 유고슬라비아의 두브로브니크 체스 세트는 피셔가 가장 좋아하는 세트였으며, 의도적으로 종교적 상징 없이 디자인되었다. 마찬가지로 라트비아와 바쿠 디자인과 같은 많은 소련 체스 세트에는 킹의 십자가나 비숍의 주교관이 없었다.

## 변형
원본 1849년 스턴턴 체스 세트에서 파생된 17가지 공인된 변형이 날짜순으로 정렬되어 있다.
1. 루커스 체스 세트 (1849)
2. 쿡 체스 세트 (1849–50)
3. 웨지우드 체스 세트 (1849)
4. 모르피 체스 세트 (1851) – 다른 디자인보다 턱이 더 튀어나온 "모르피" 나이트가 특징이다.
5. 하르비츠 체스 세트 (1852–1855)
6. 파울센 체스 세트 (1853–1855)
7. 안데르센 체스 세트 (1855–1865)
8. 슈타이니츠 체스 세트 (1865–1870)
9. 타라쉬 체스 세트 (1870–1875)
10. 주케르토르트 체스 세트 (1875–1880)
11. 라스커 체스 세트 (1880–1885)
12. 프리-하트스턴 체스 세트 (1885–1890)
13. 하트스턴 체스 세트 (1890–1900)
14. 마셜 체스 세트 (1900–1915)
15. 님조비치 체스 세트 (1927–1937)
16. 브로드벤트 체스 세트 (1925–1937)
17. 레싱 체스 세트 (1927–1937)

## 현대
스턴턴 체스 세트는 엄청난 인기를 누렸고 앞으로도 그럴 가능성이 높다.(p. 17) 이 디자인은 균형이 잘 잡혀 있고 쉽게 인식되는 기물 덕분에 성공적이다. 현재 토너먼트 체스 기물의 공식 표준이다. 앤서니 사이디와 노먼 레싱은 다음과 같이 썼다. "체스 선수들 사이에서 가장 즐겨 플레이하는 기물에 대해 투표를 한다면, 스턴턴 체스 기물이 압도적인 표차로 승리할 것이라는 점에는 의심의 여지가 없습니다. 이들은 항상 주요 체스 토너먼트에서 사용됩니다. 자존심 있는 체스 클럽이라면 이 기물 없이는 안 될 것입니다. 이들은 유용성과 미적 매력의 가장 즐거운 조합을 제공합니다."
(p. 88)
나무 스턴턴 체스 세트는 종종 선반으로 선삭된 후 원형이 아닌 세부 사항은 손으로 추가되었다. 나이트는 두 부분(머리와 받침대)으로 만들어졌으며 접착제로 붙여졌다.

플라스틱으로 된 현대적인 스턴턴 세트
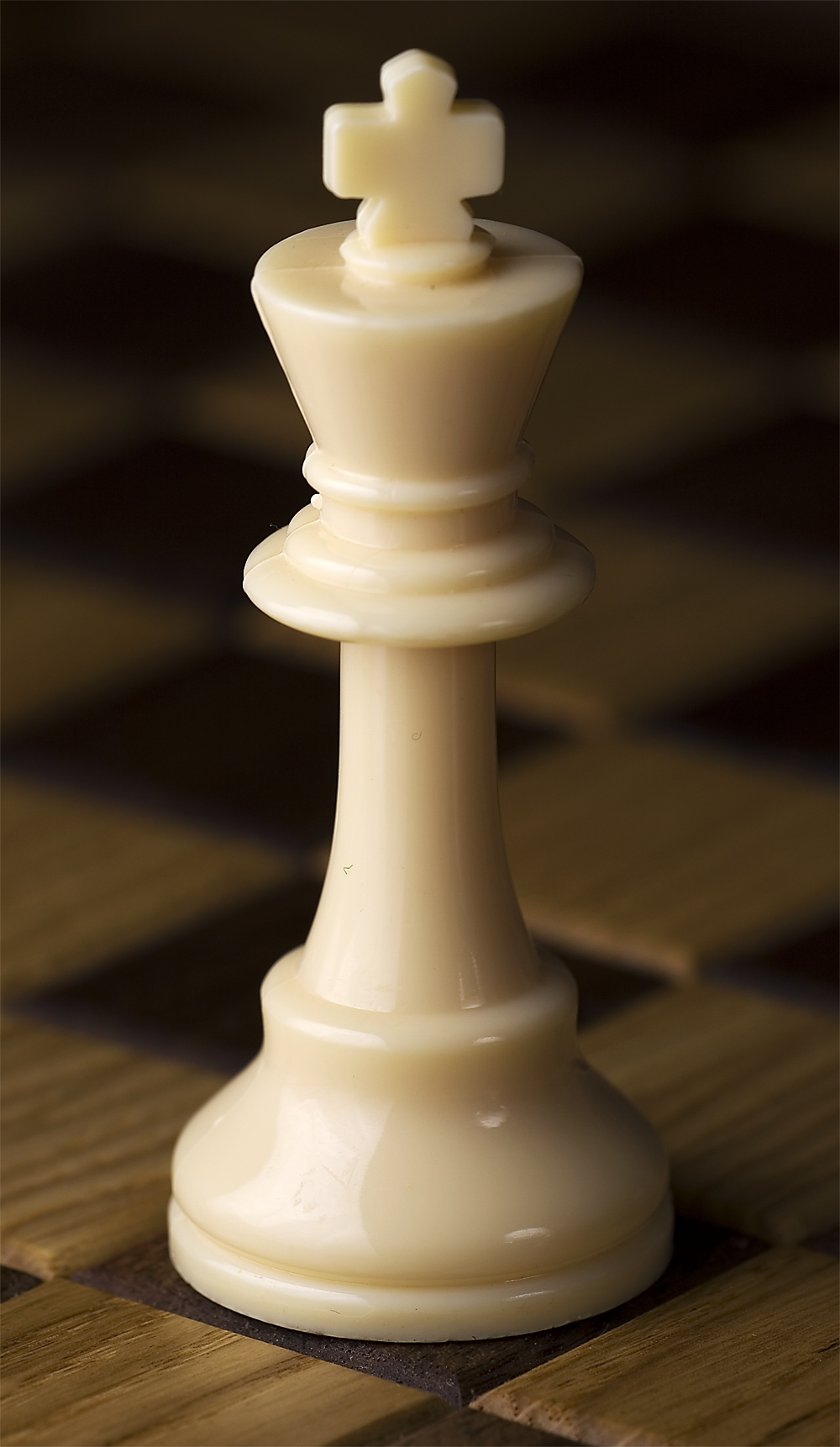
하얀 킹
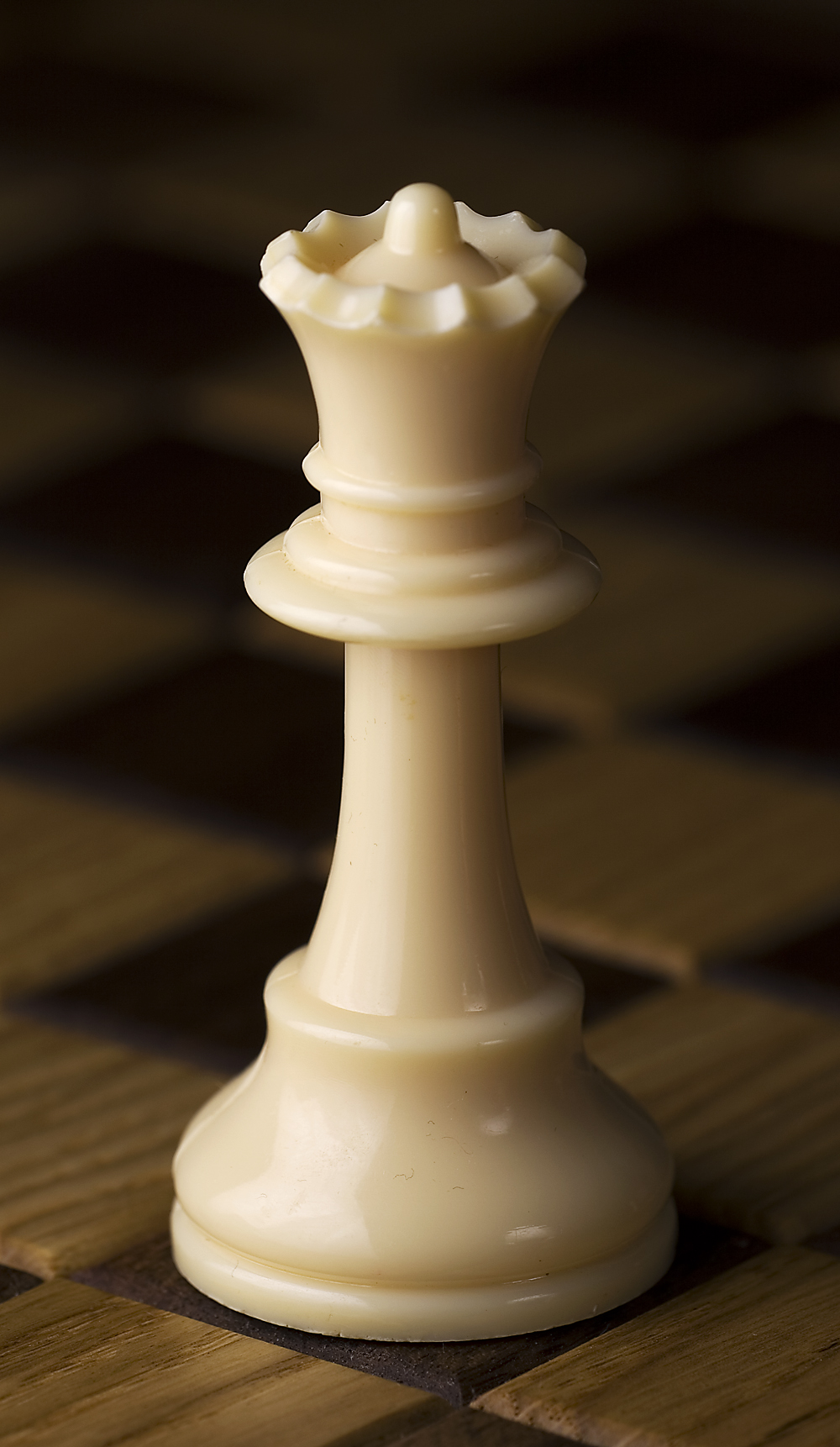
하얀 퀸
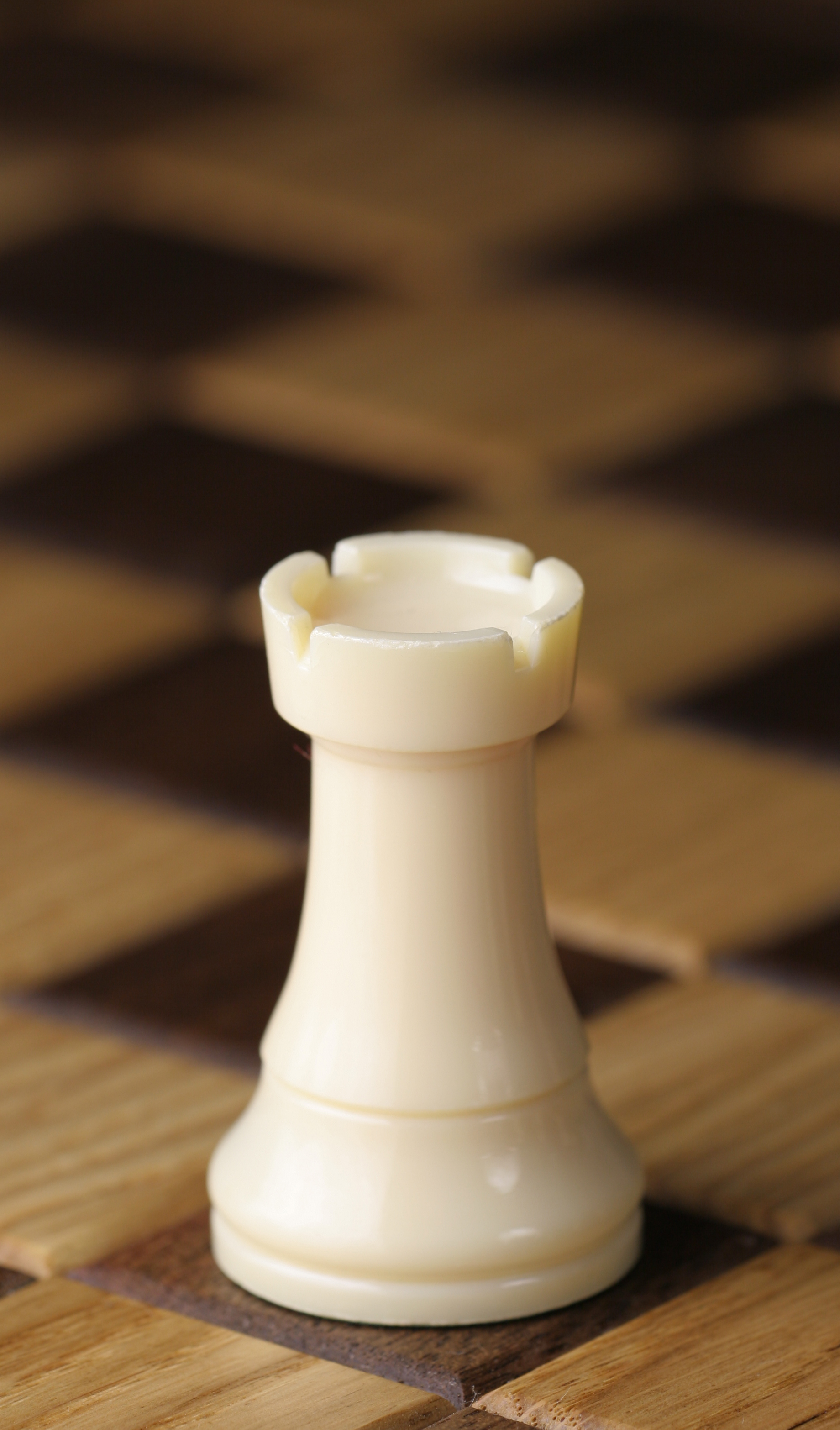
하얀 룩
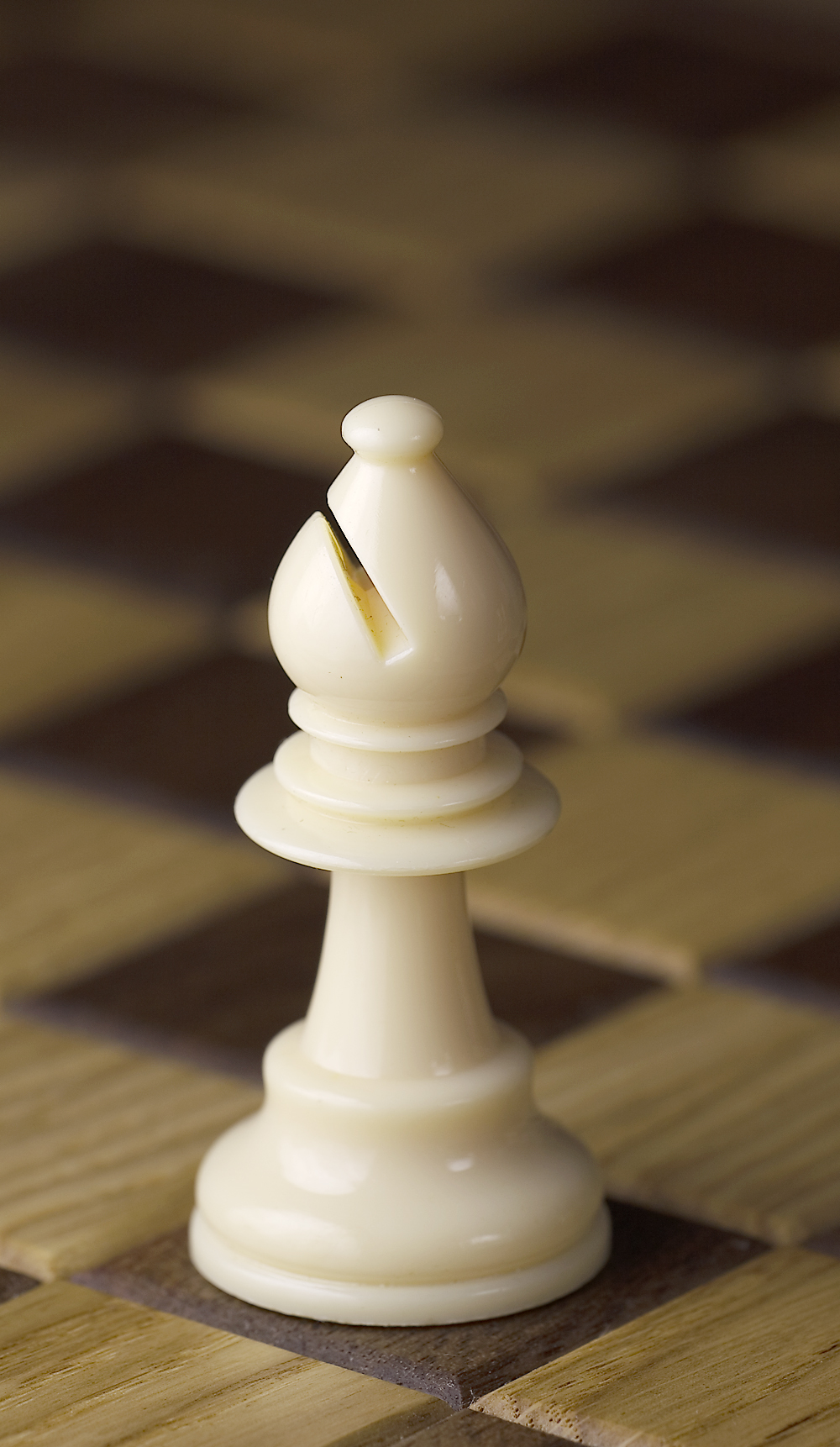
하얀 비숍
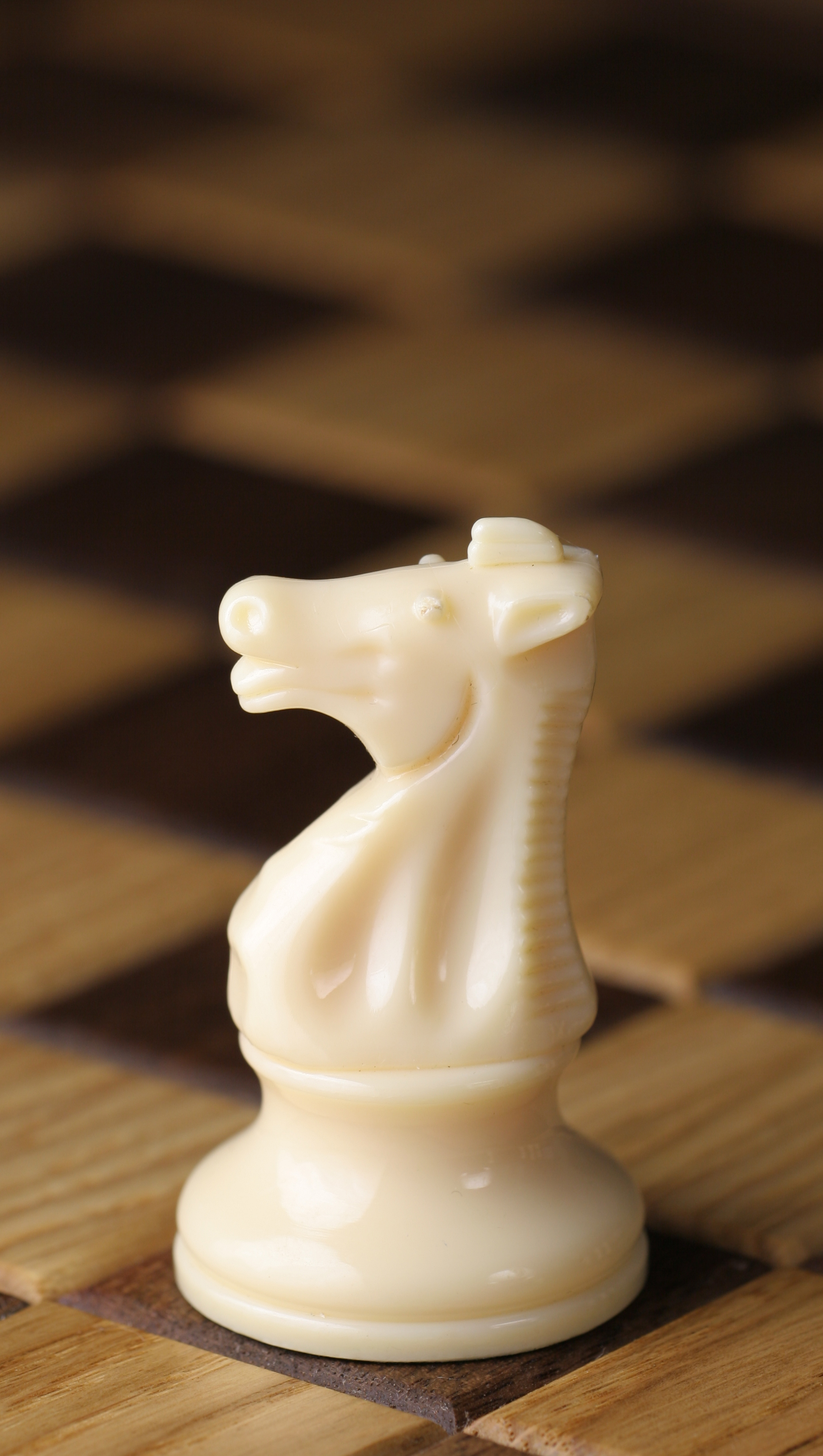
하얀 나이트
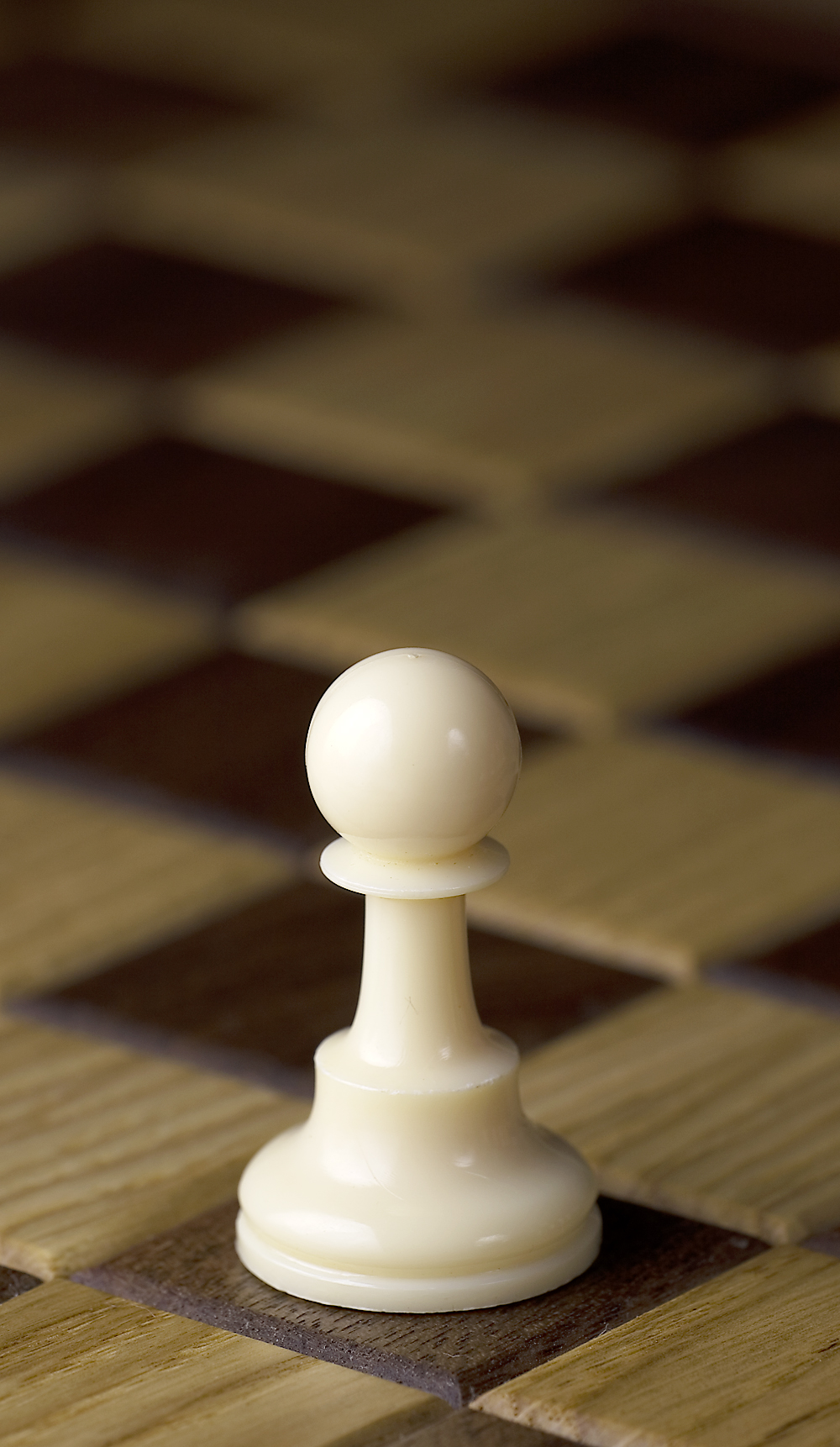
하얀 폰

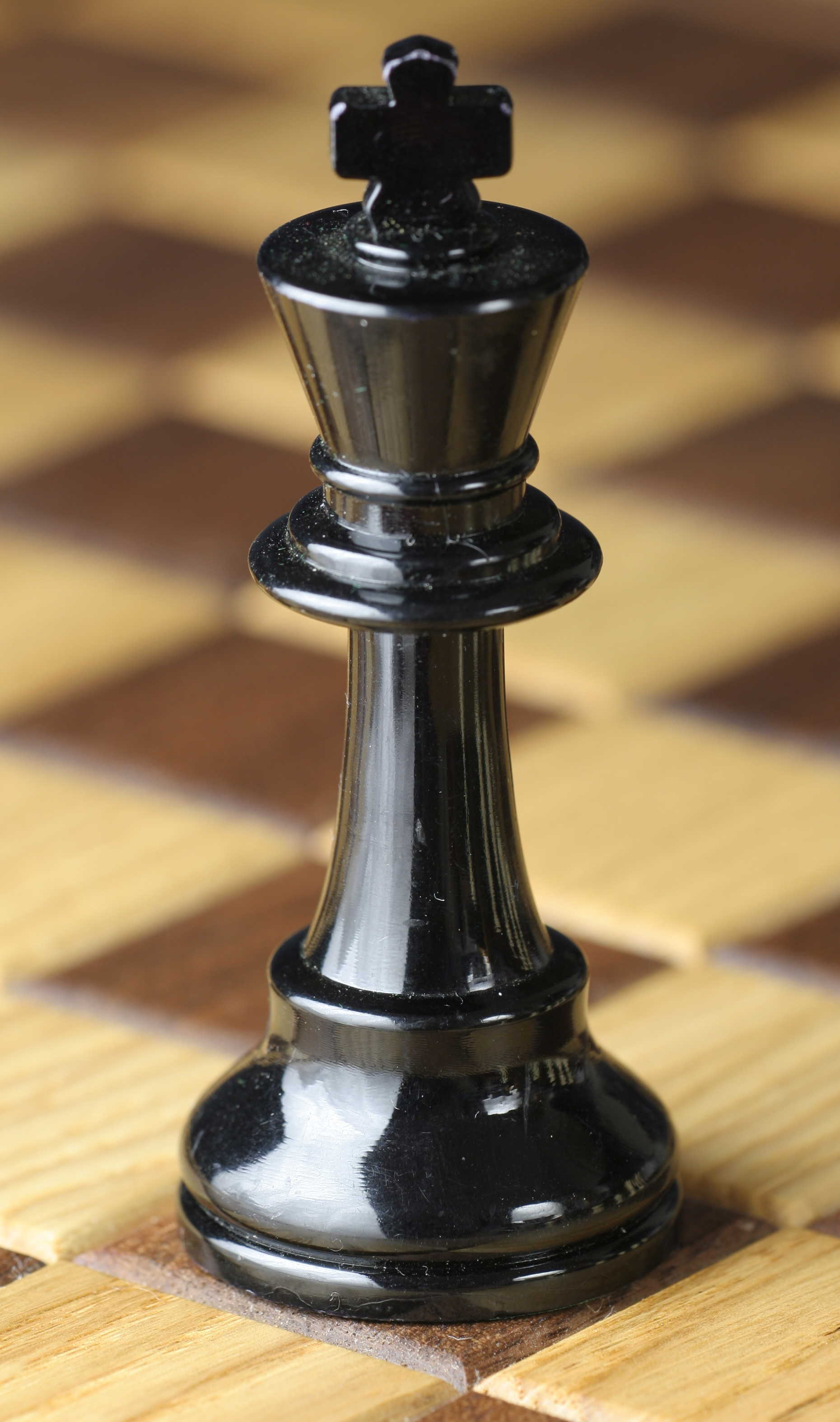
검은 킹
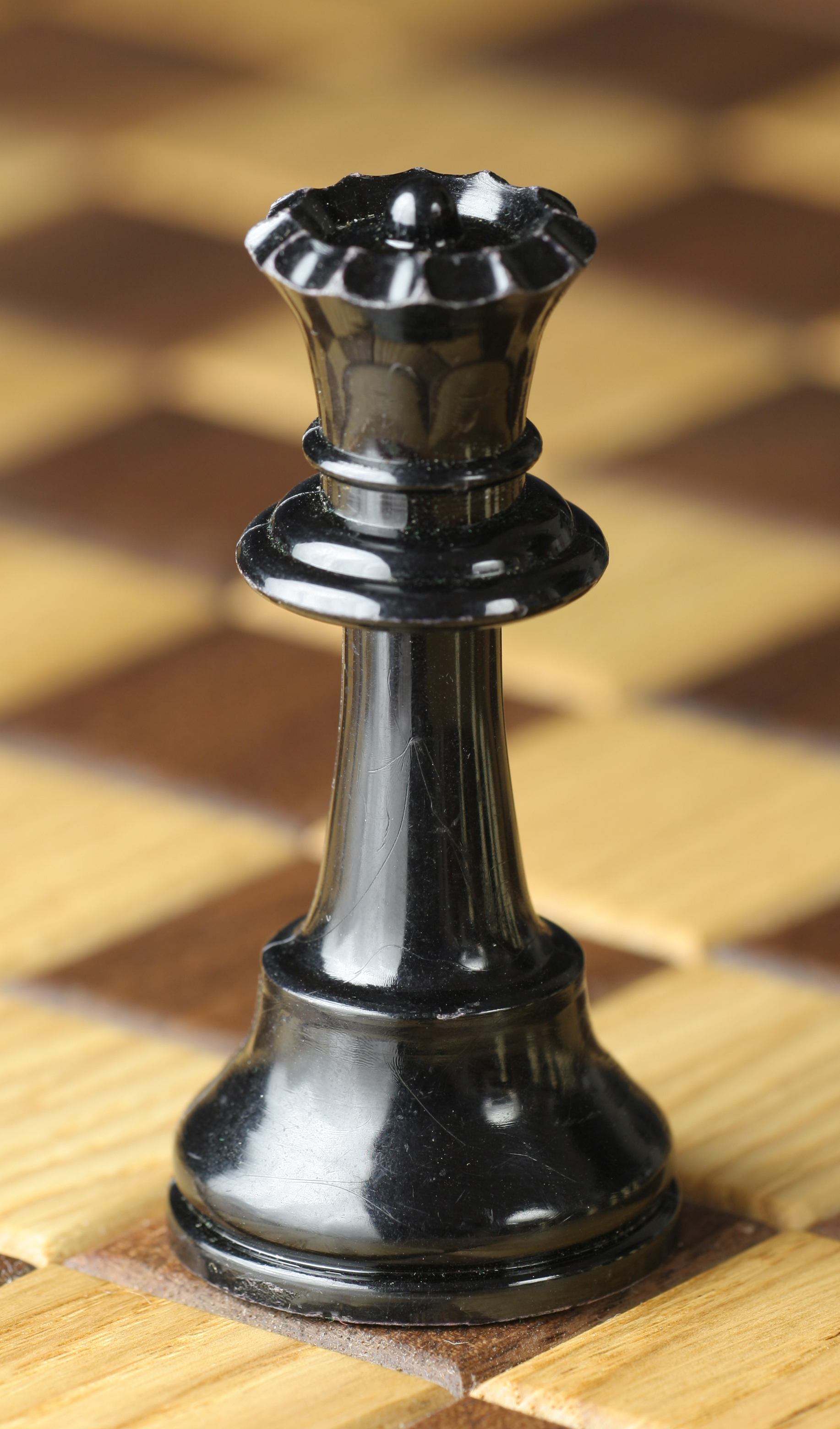
검은 퀸
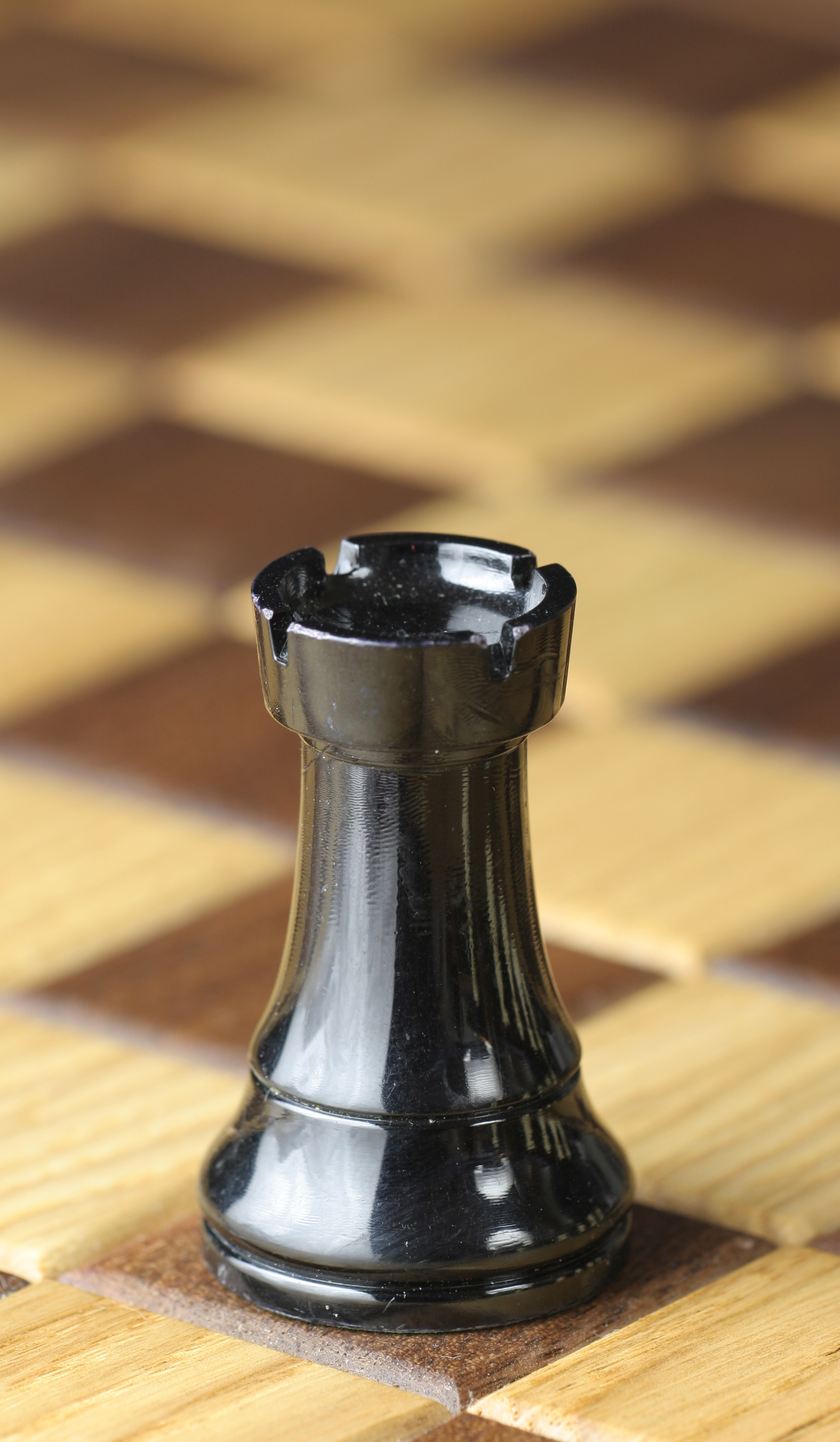
검은 룩
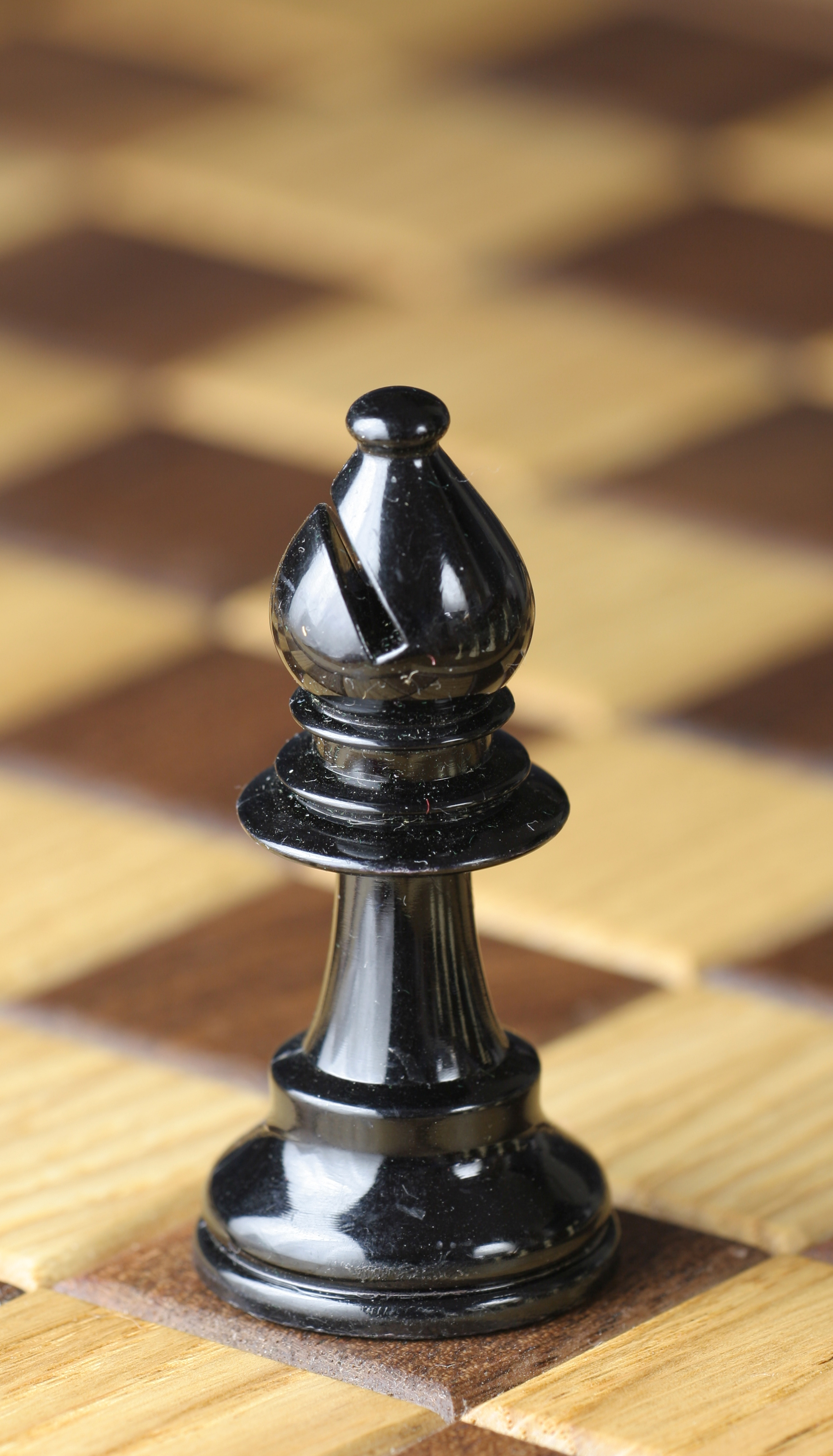
검은 비숍
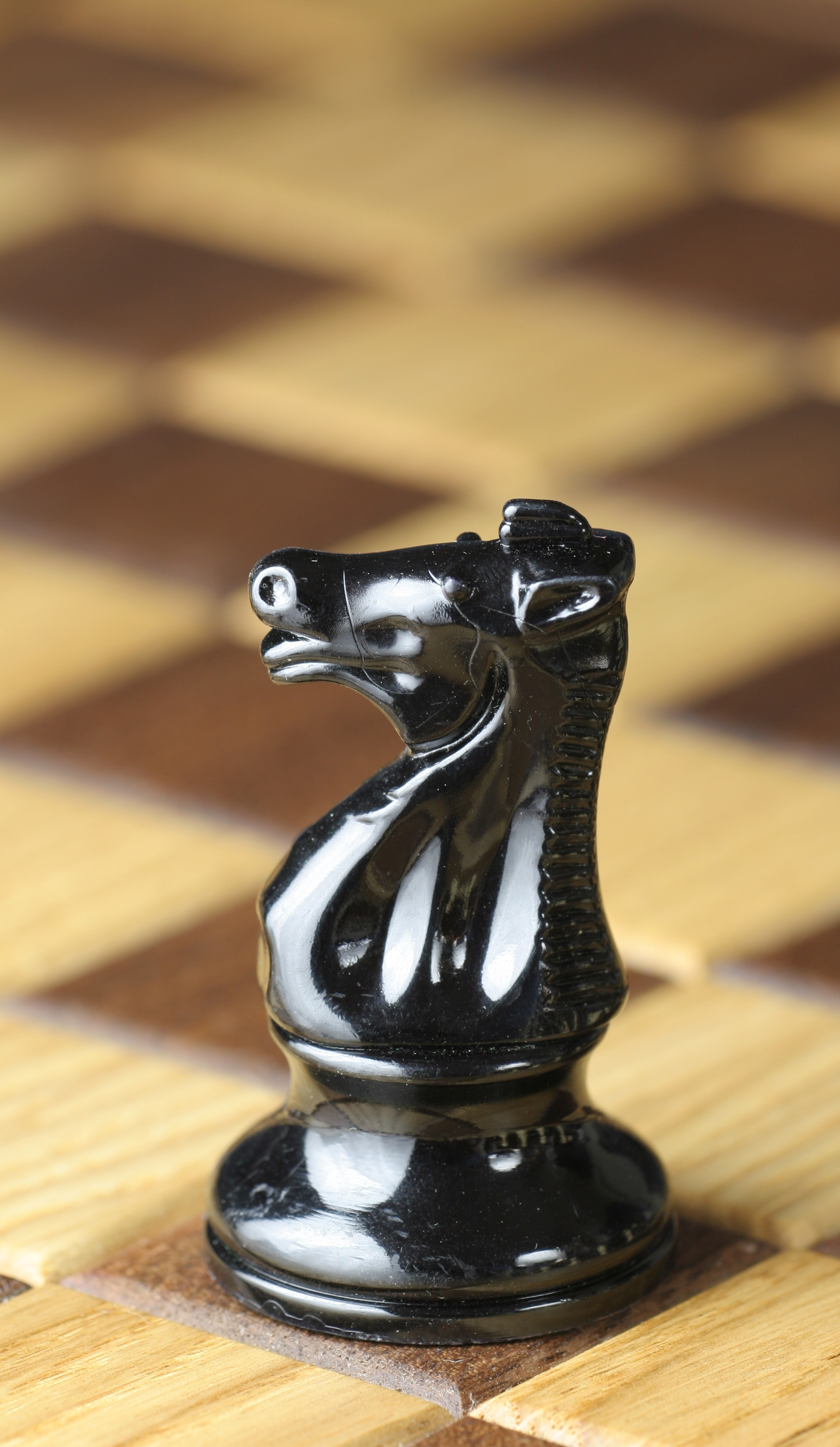
검은 나이트
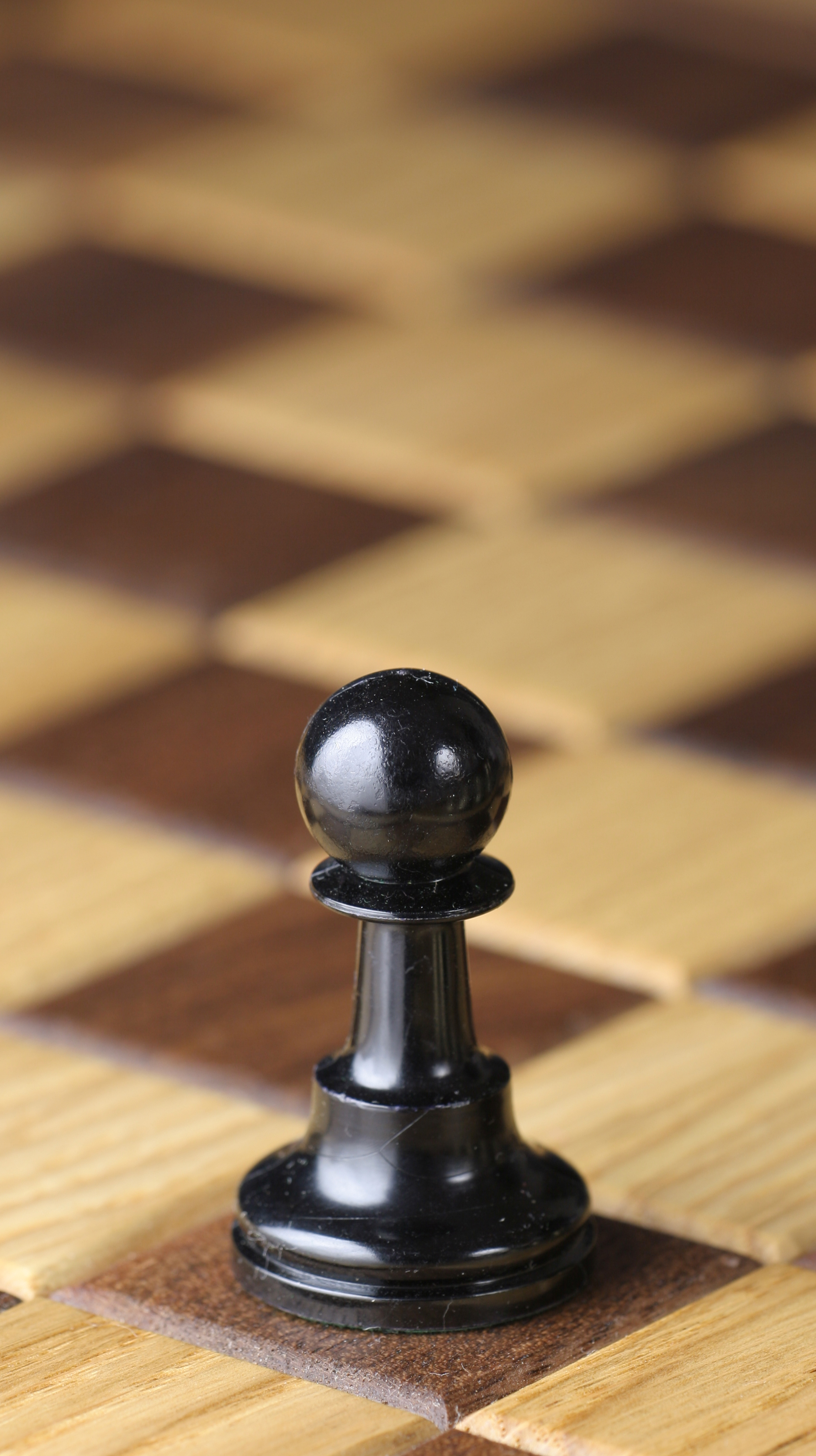
검은 폰

## 나이트 변형
표준 스턴턴 패턴 세트 내에서도 기물의 스타일, 특히 나이트는 다양하다. 몇 가지 예는 다음과 같다.

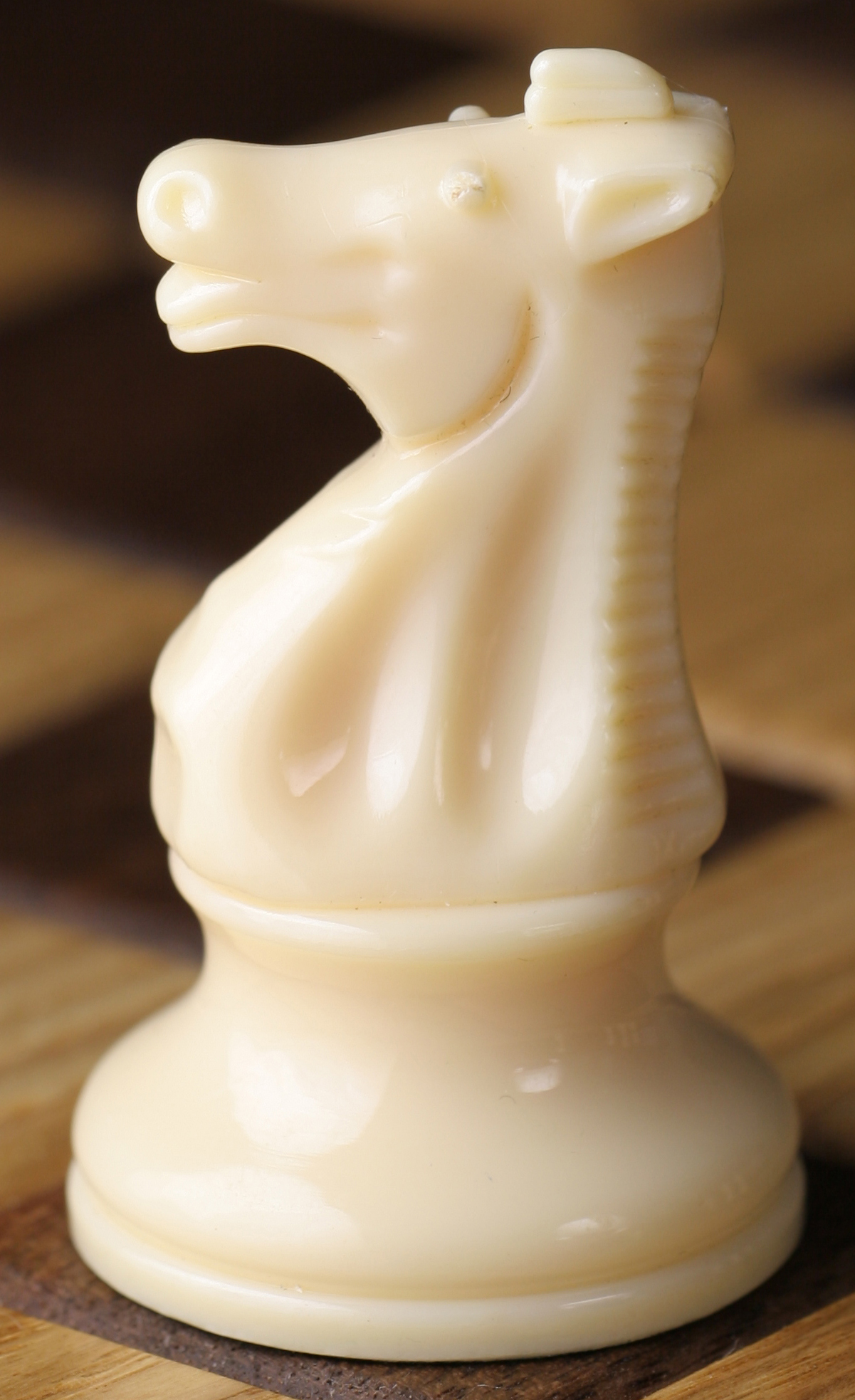
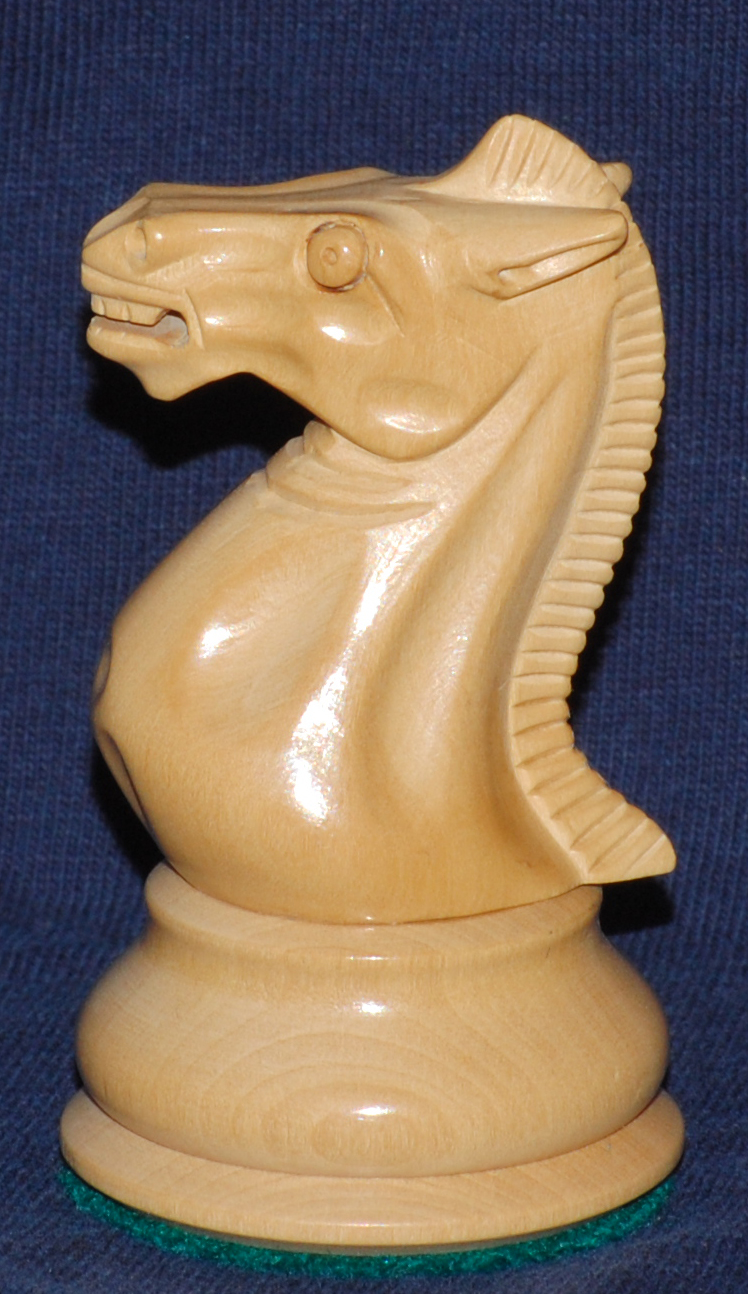
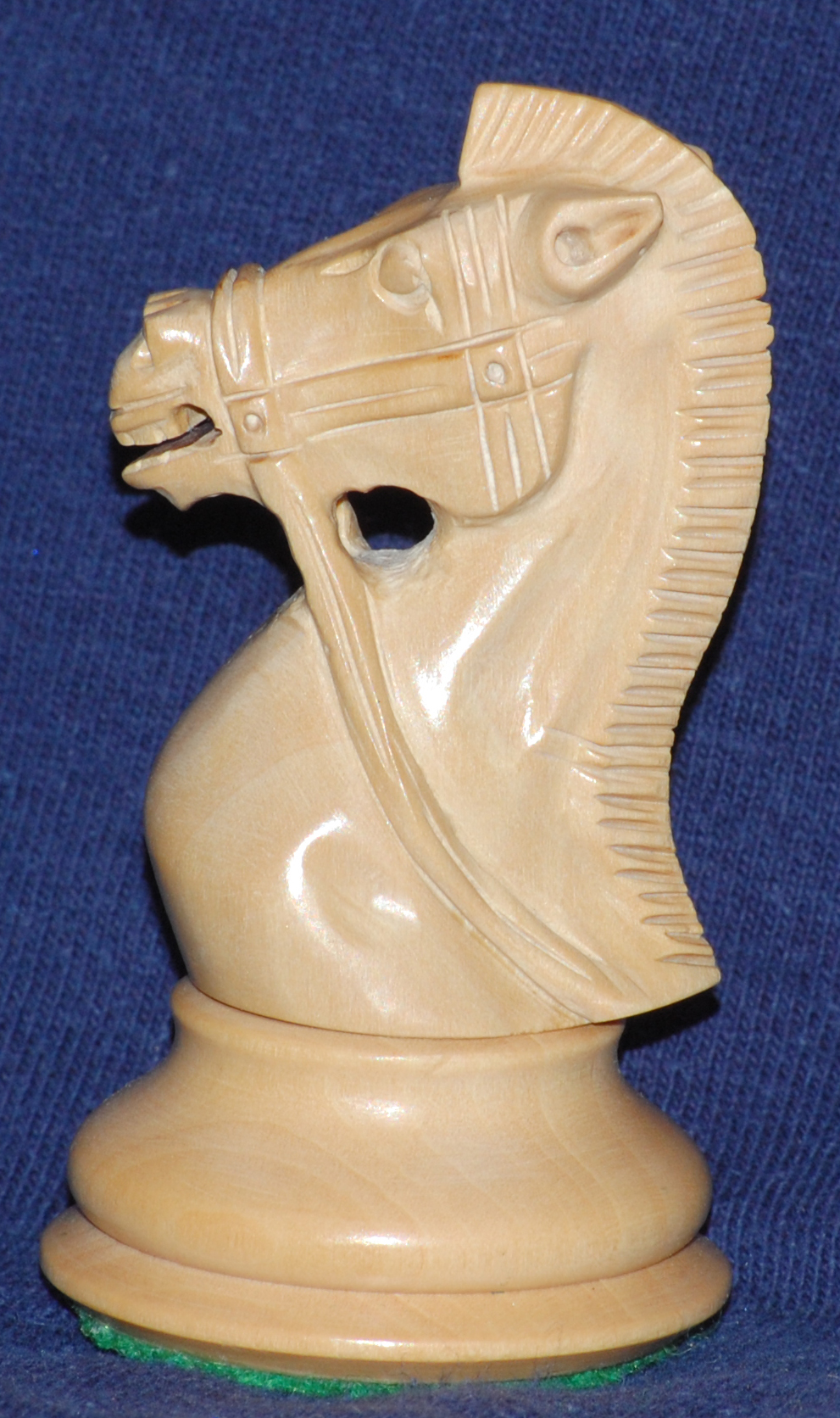
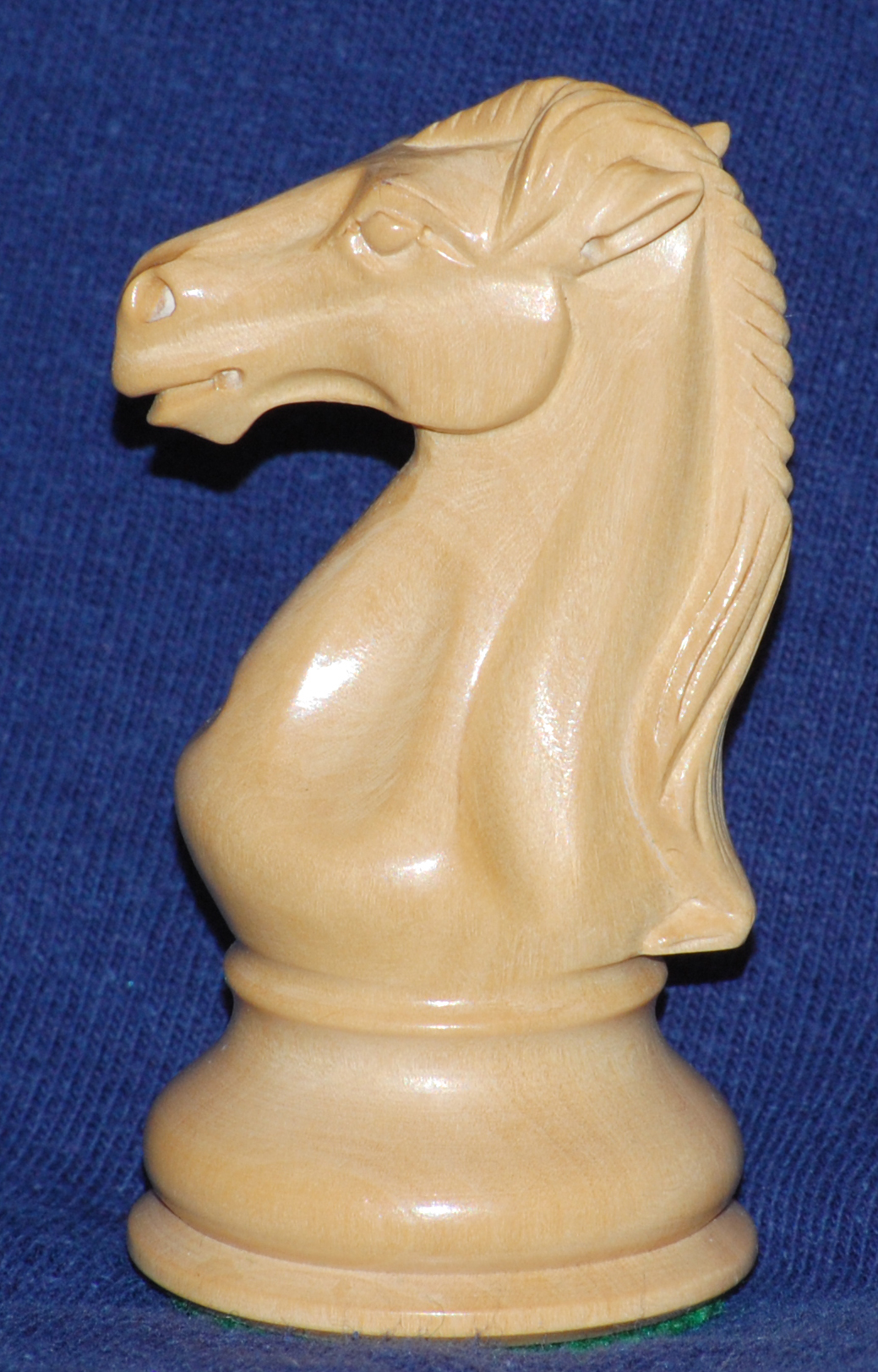
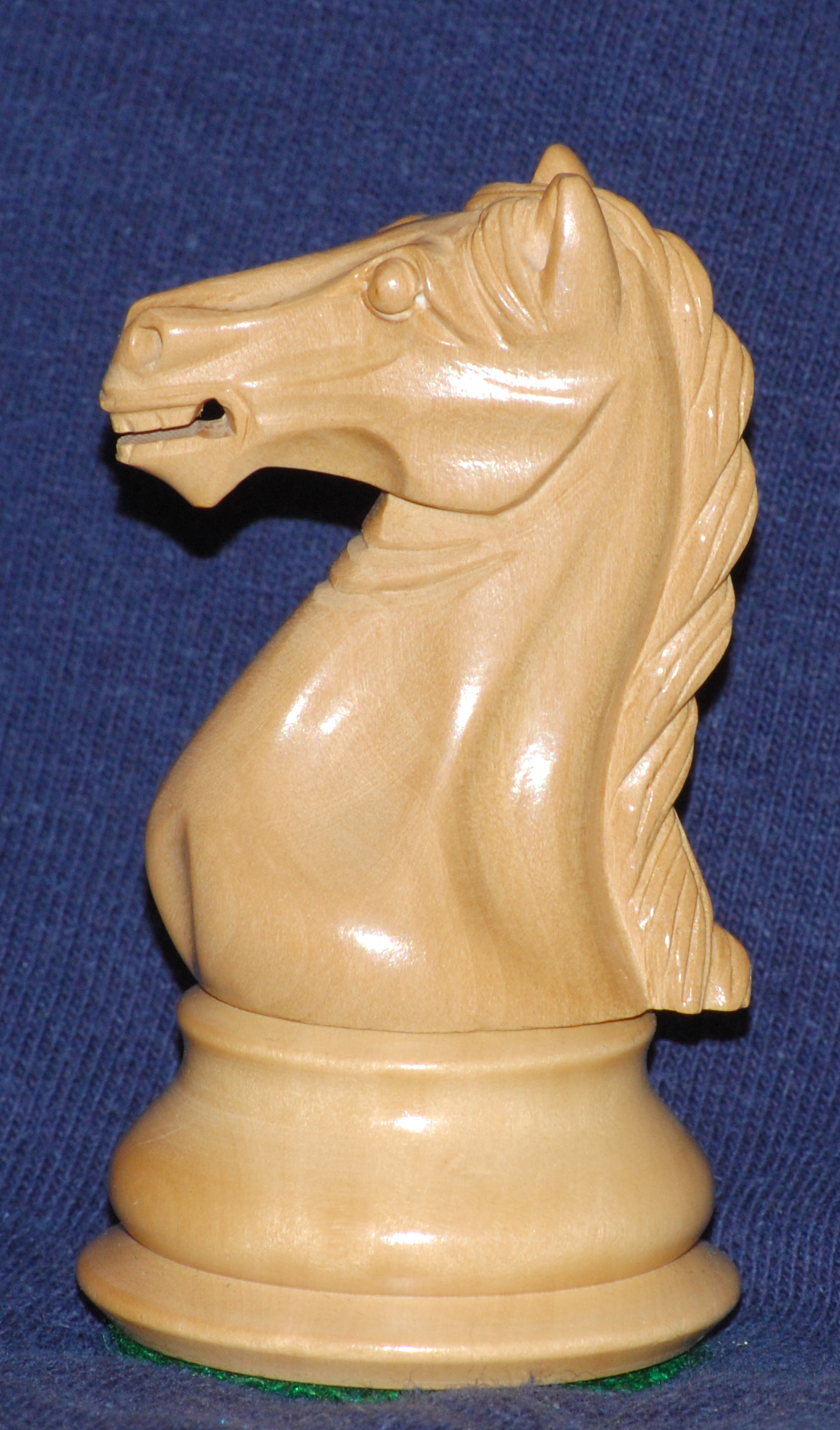
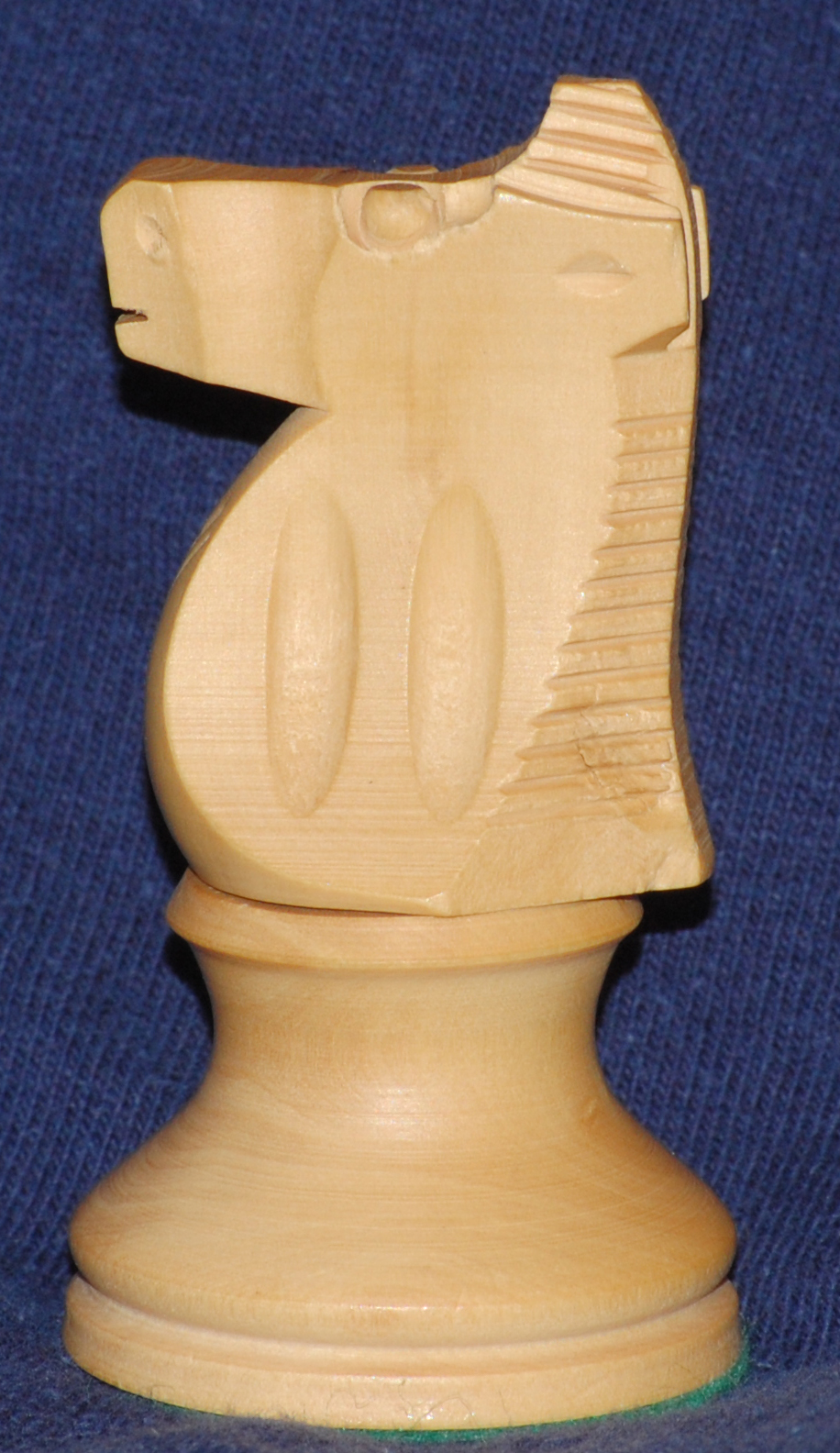
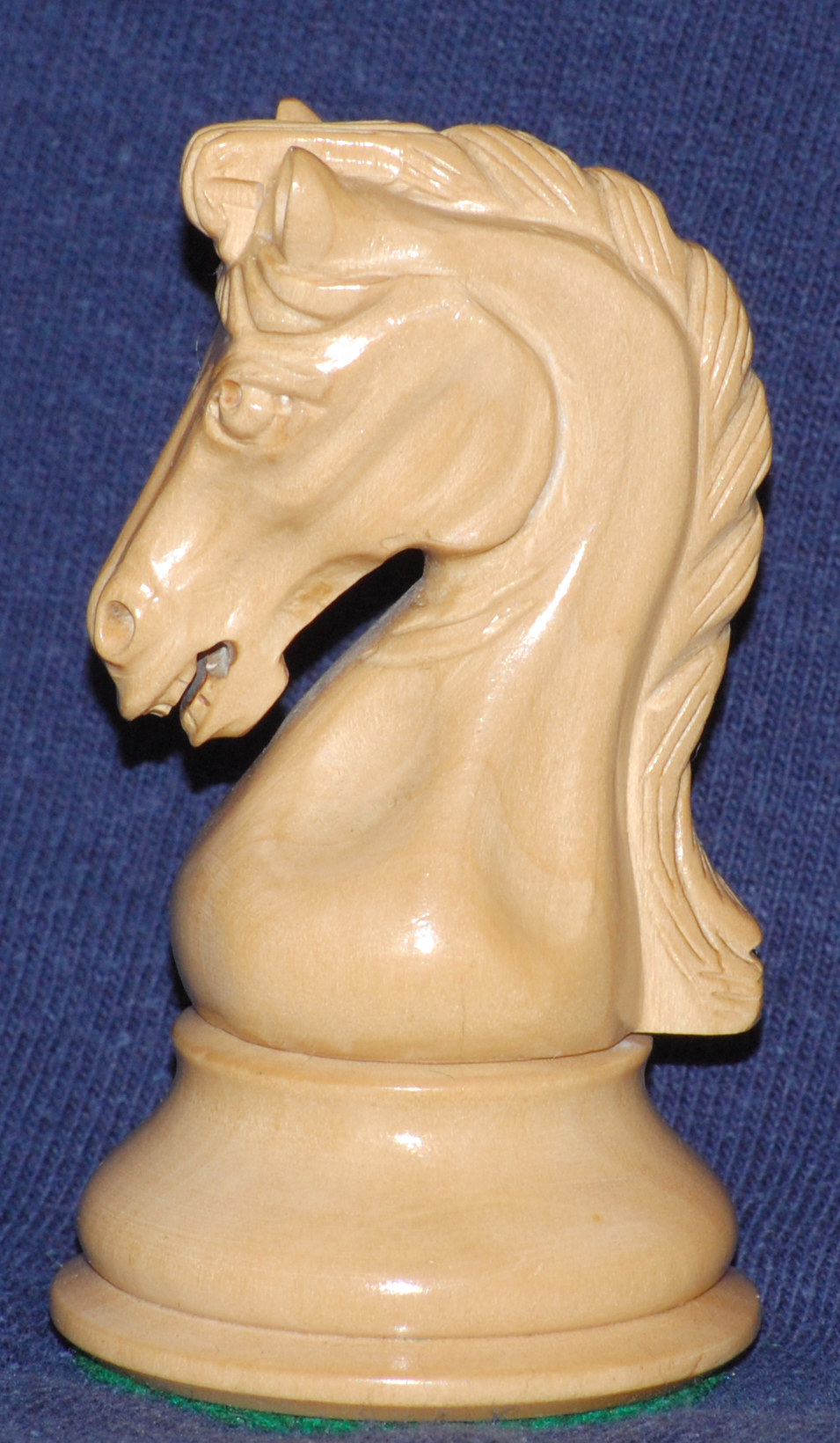
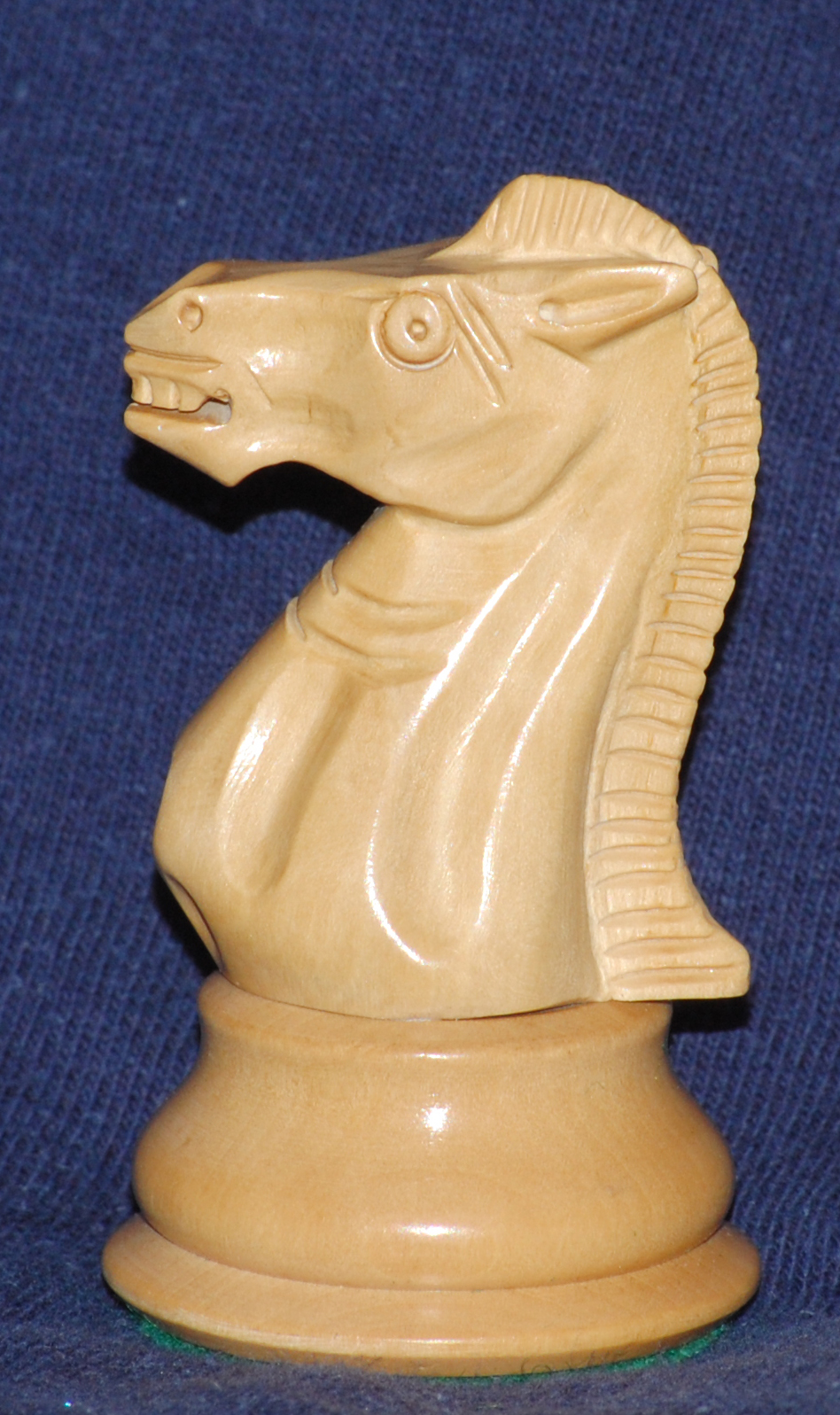
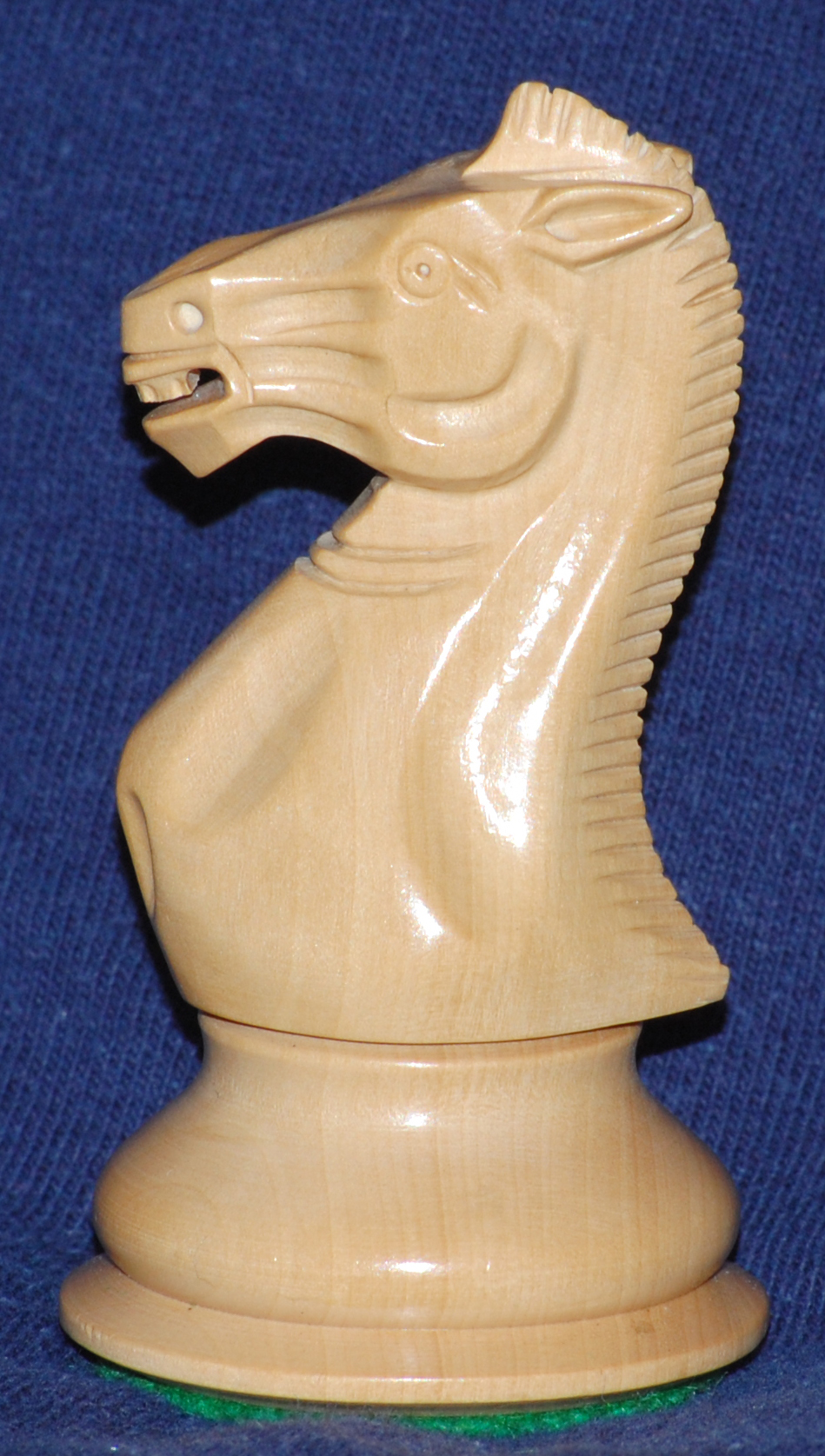
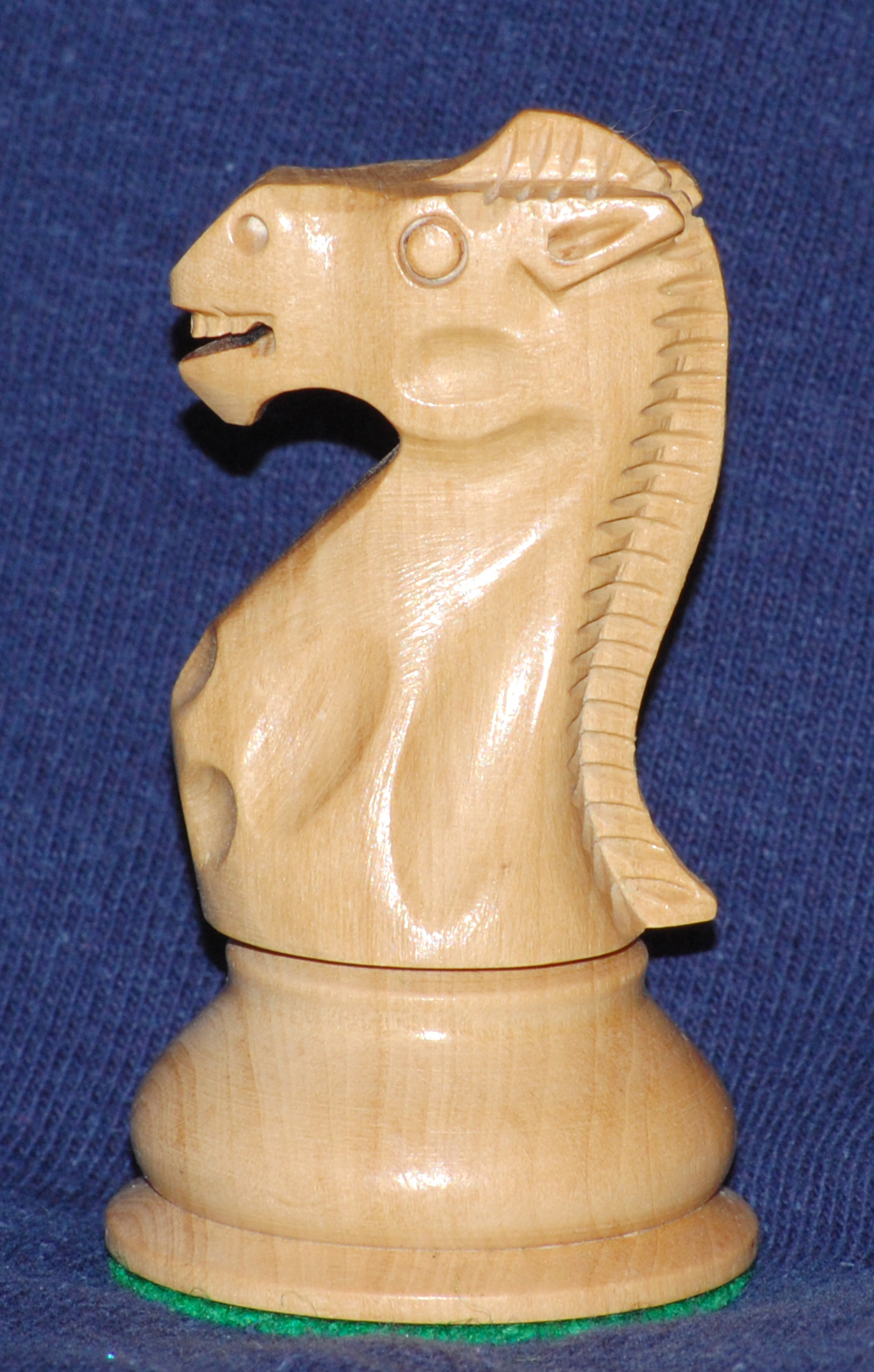
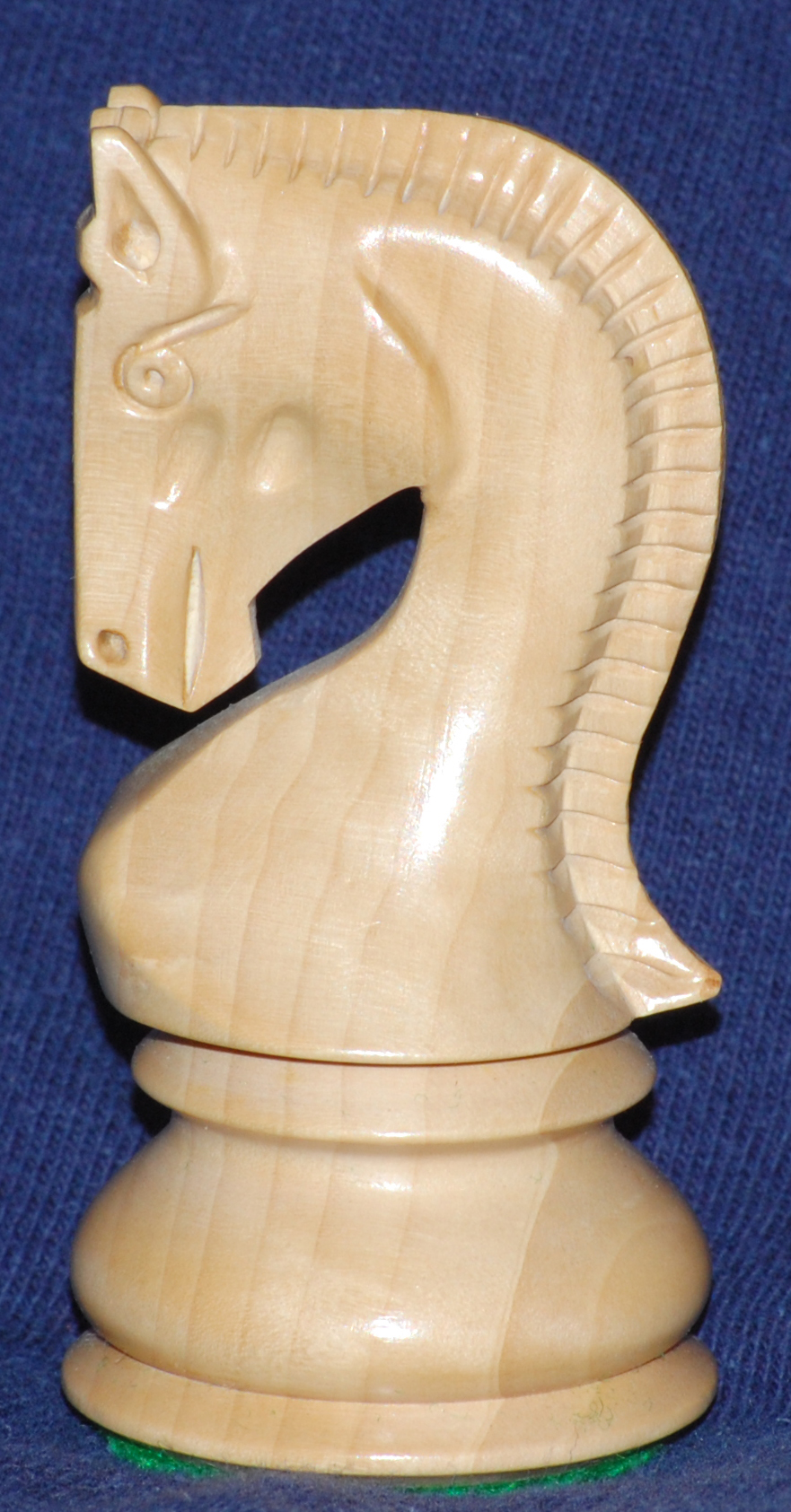
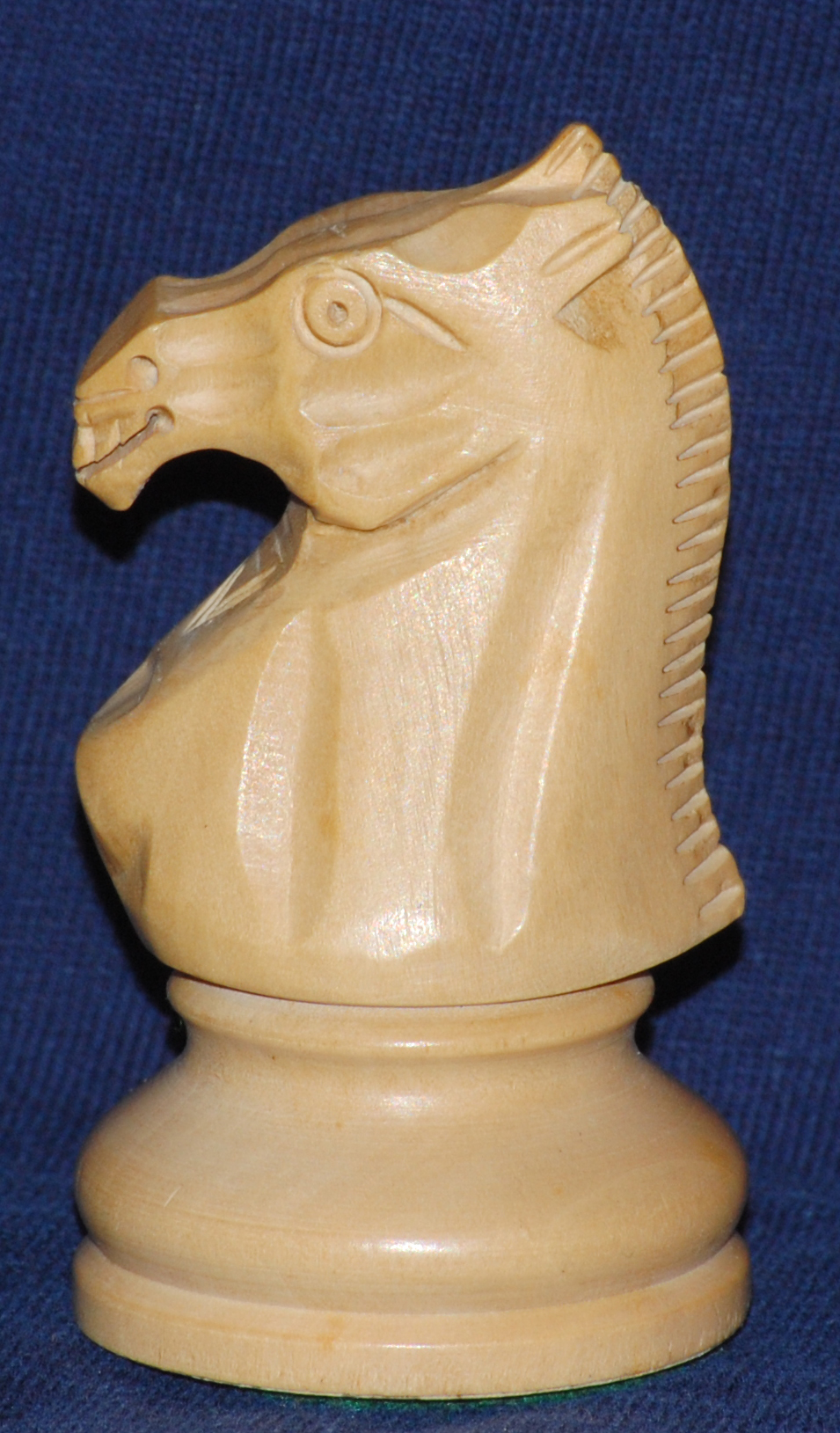
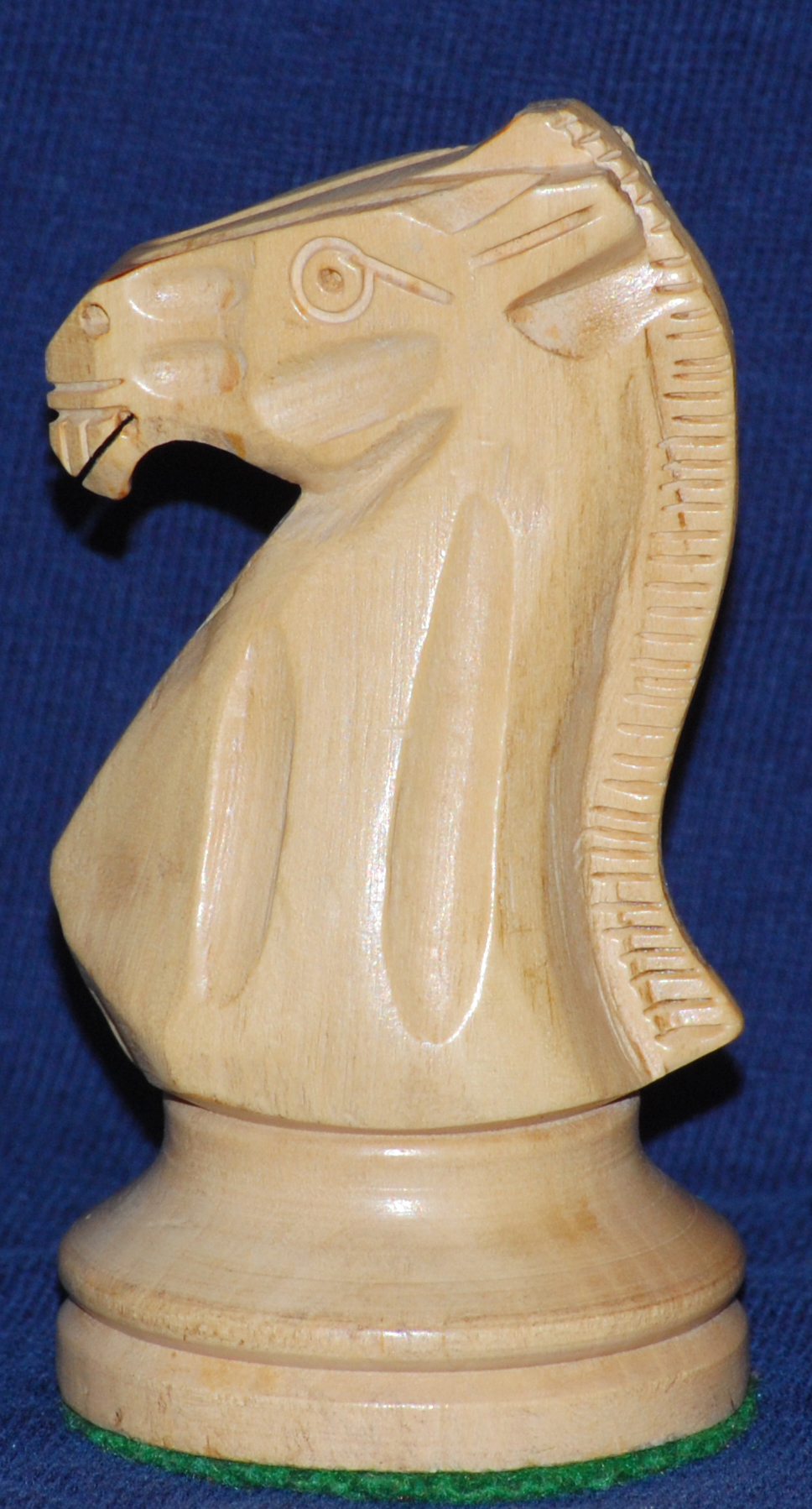
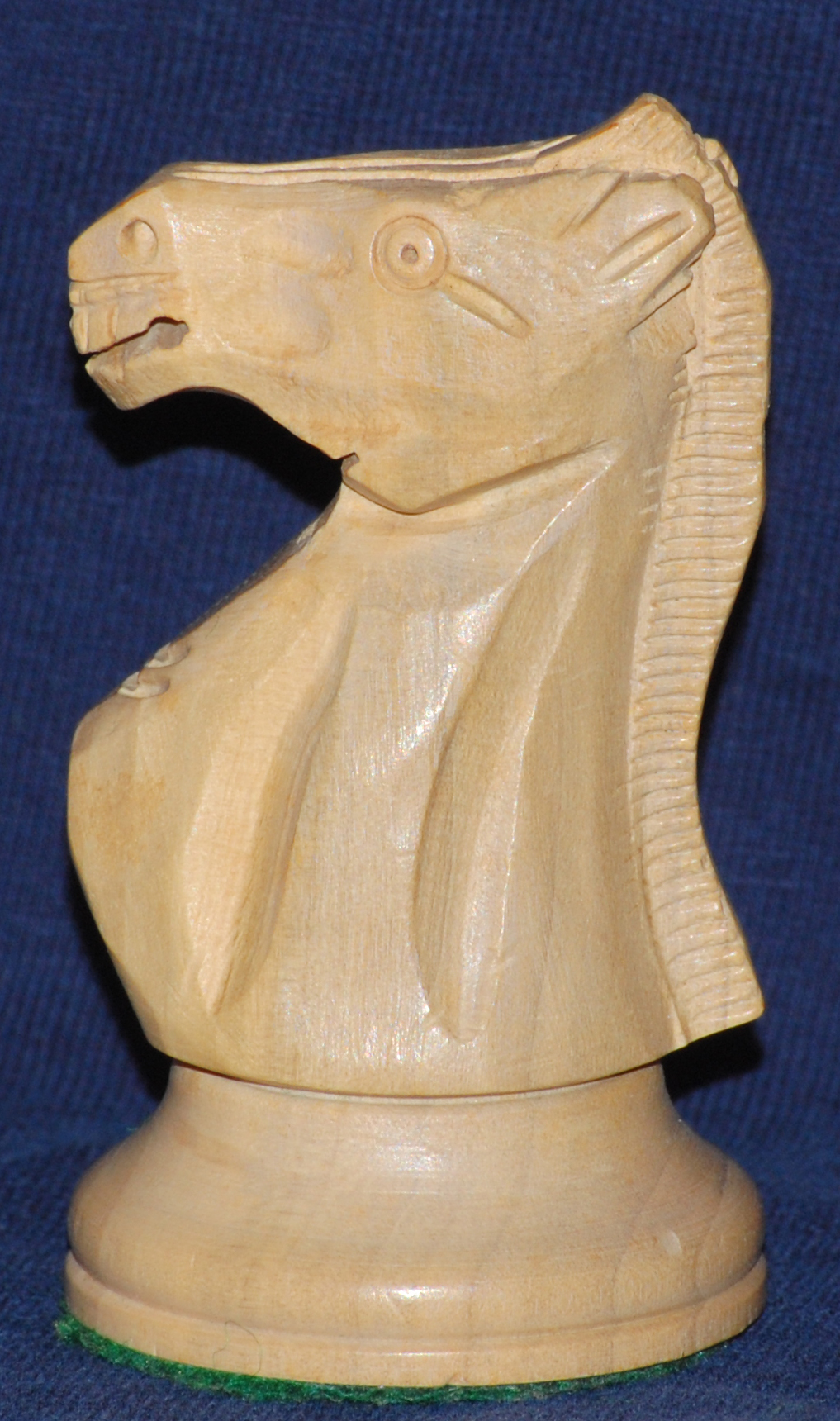
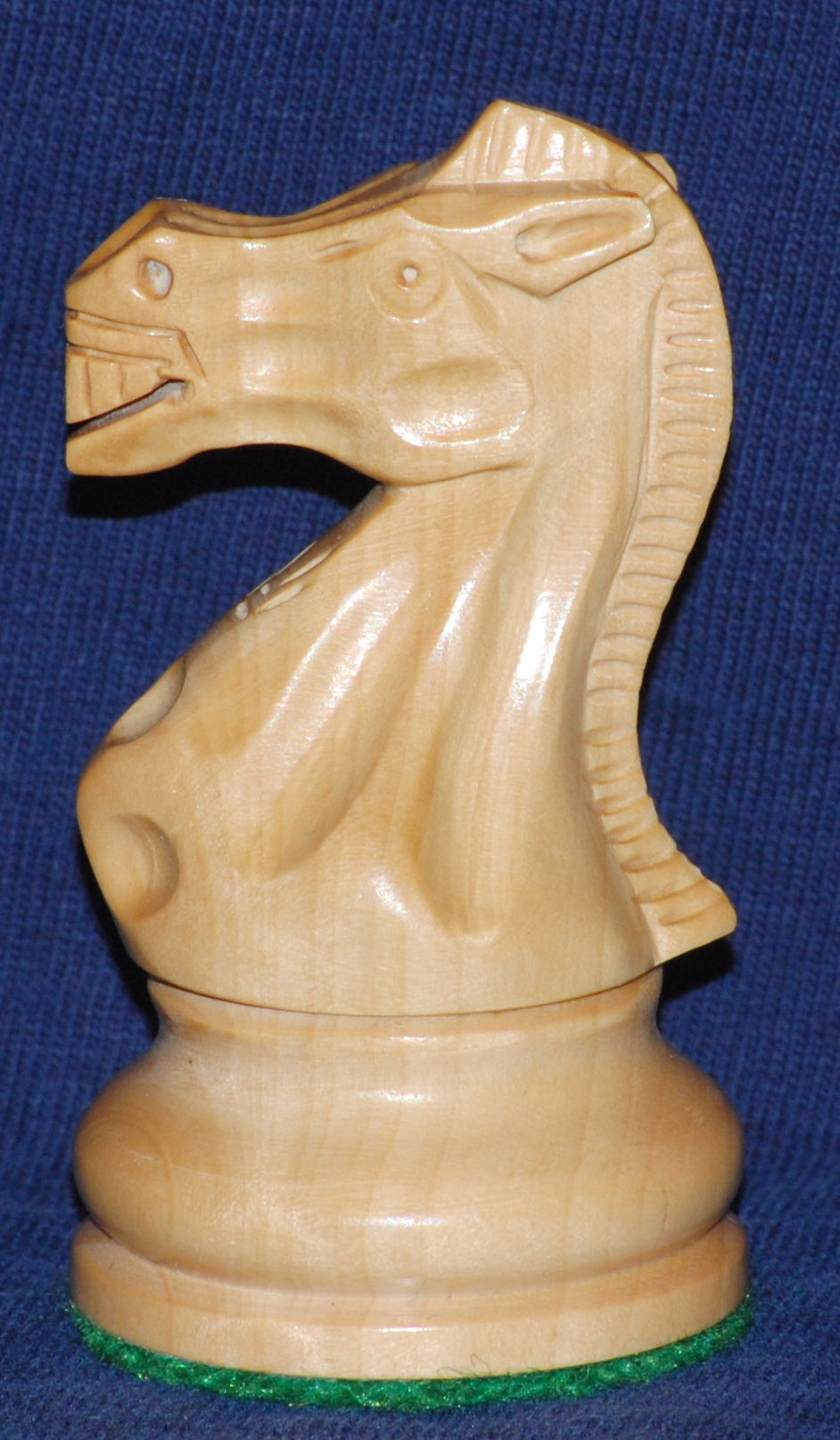
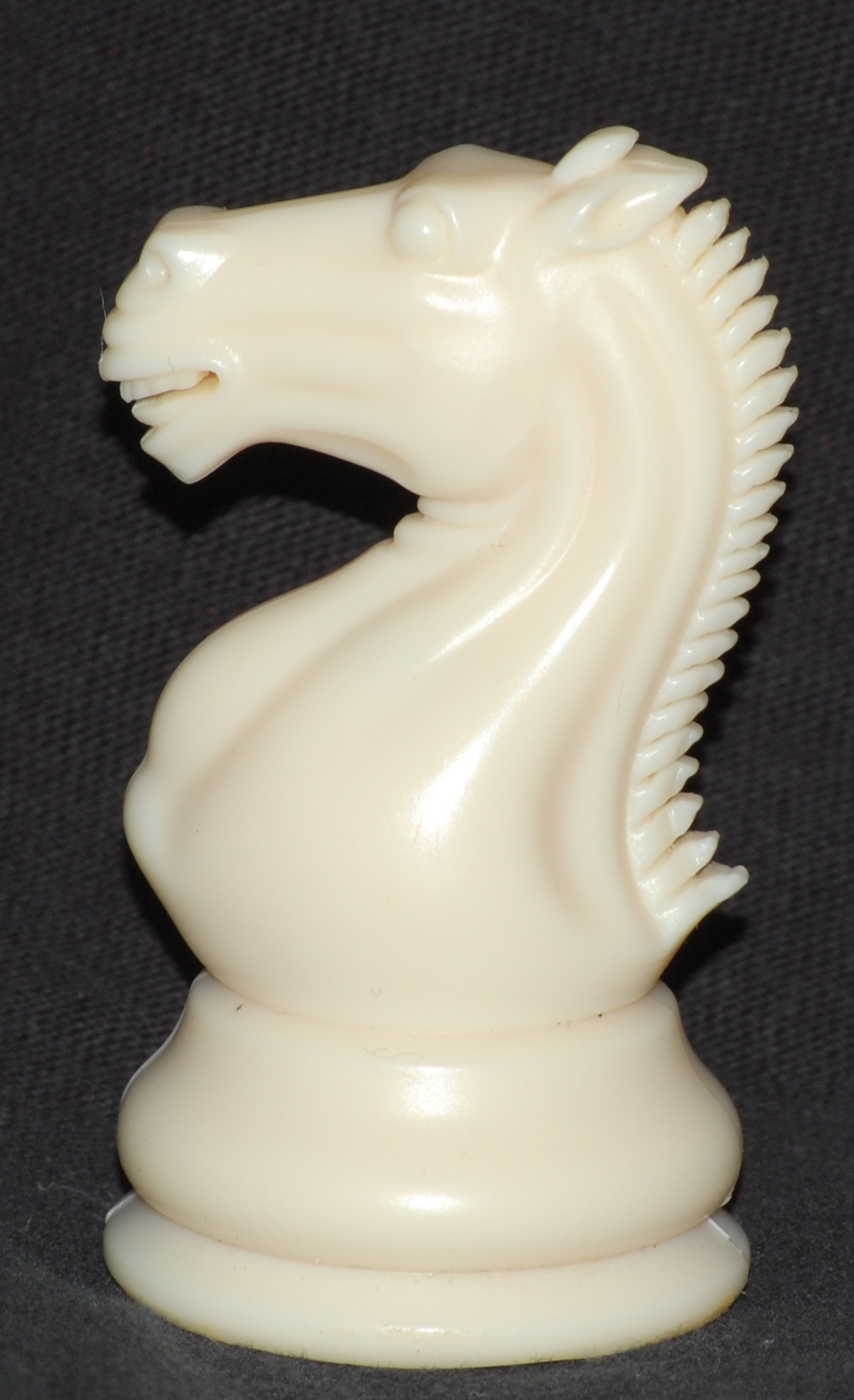
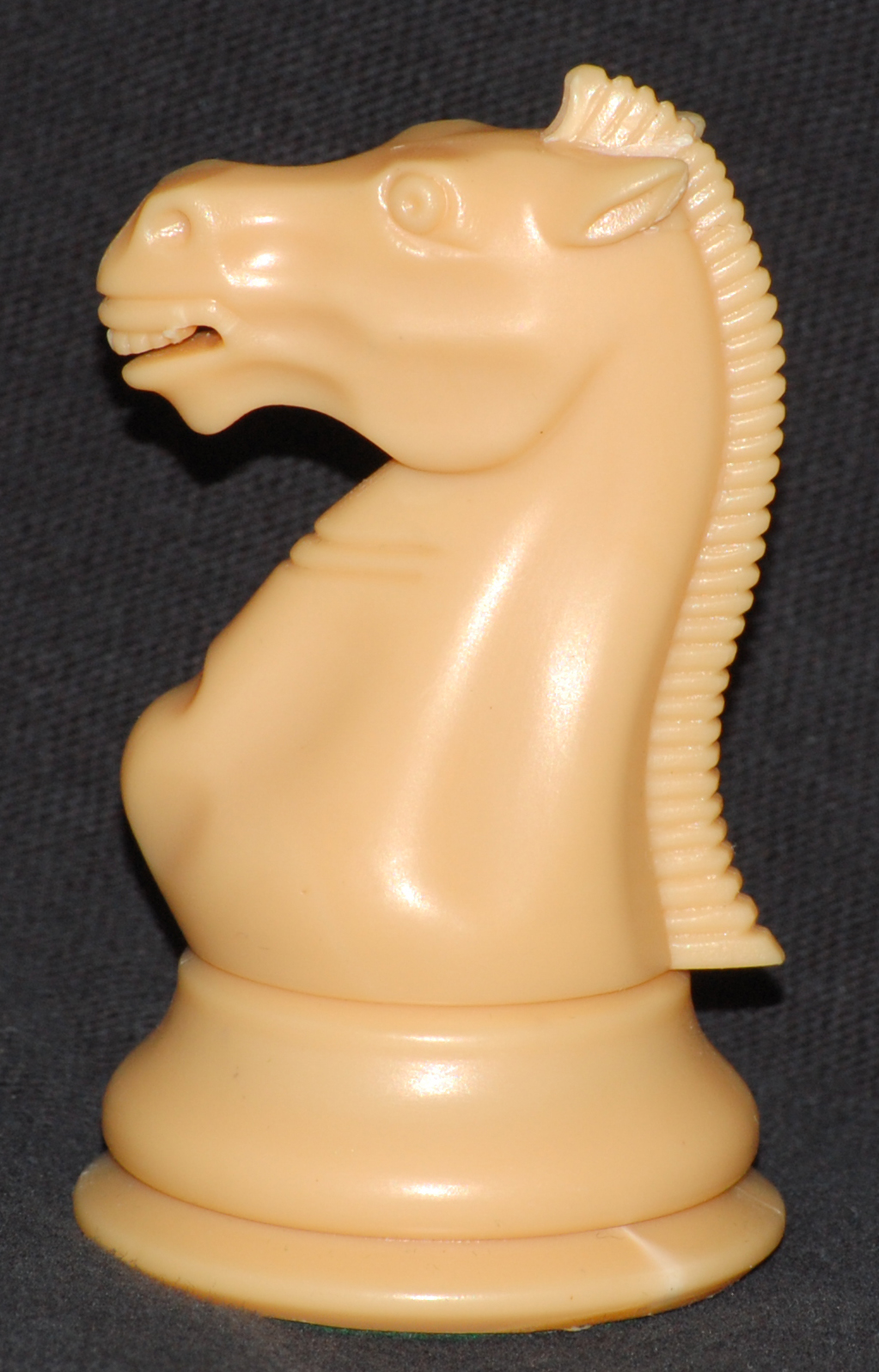
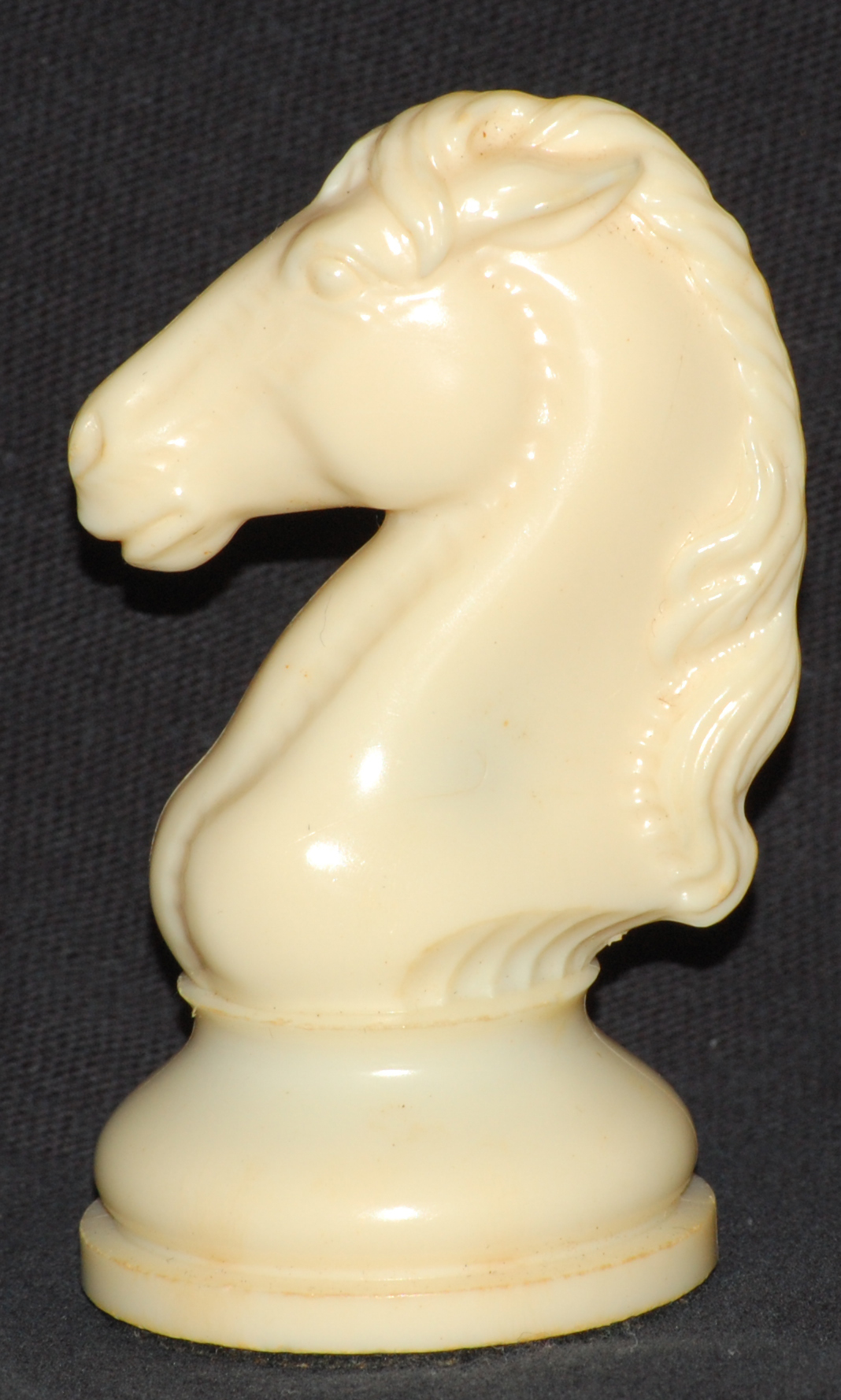
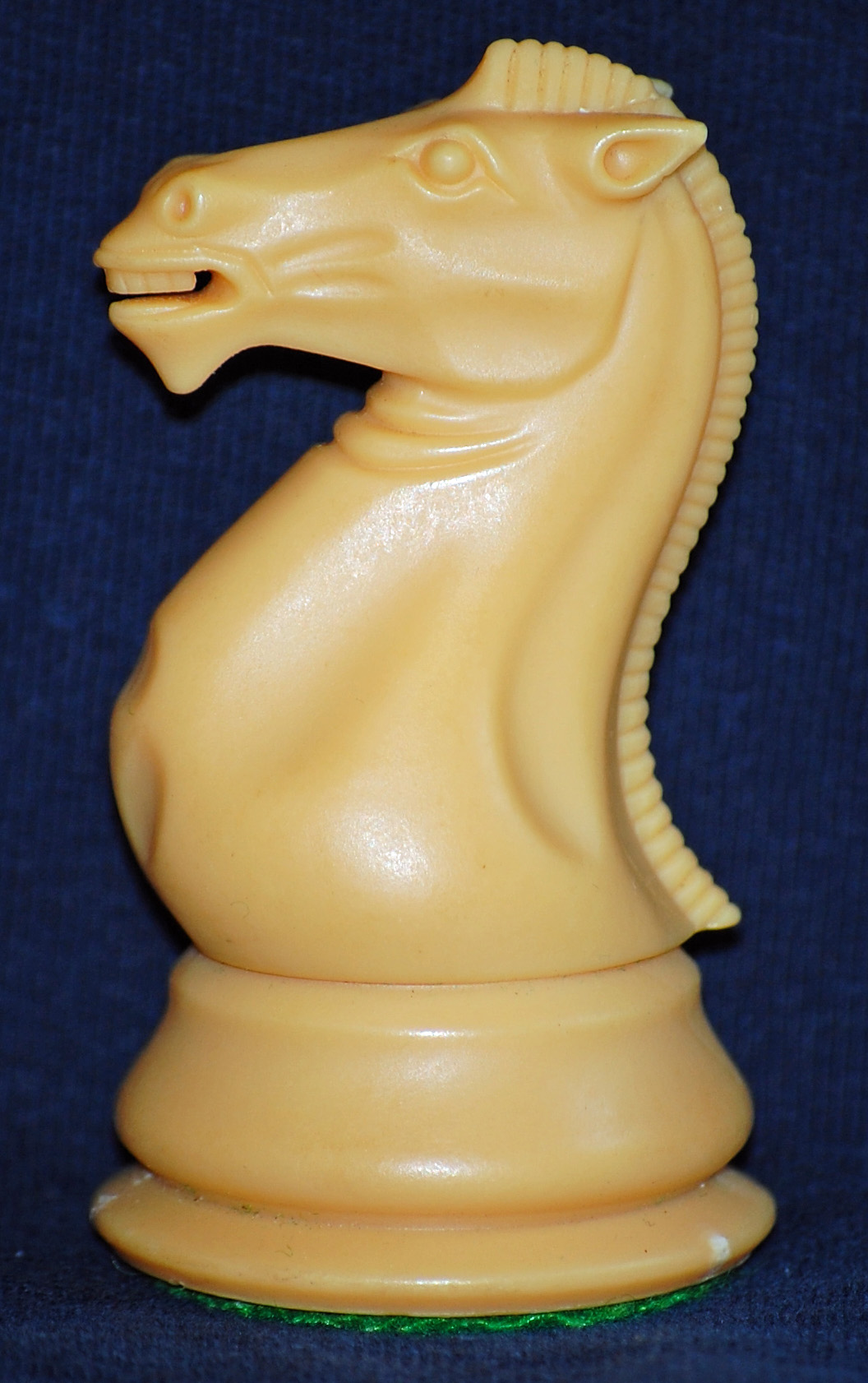
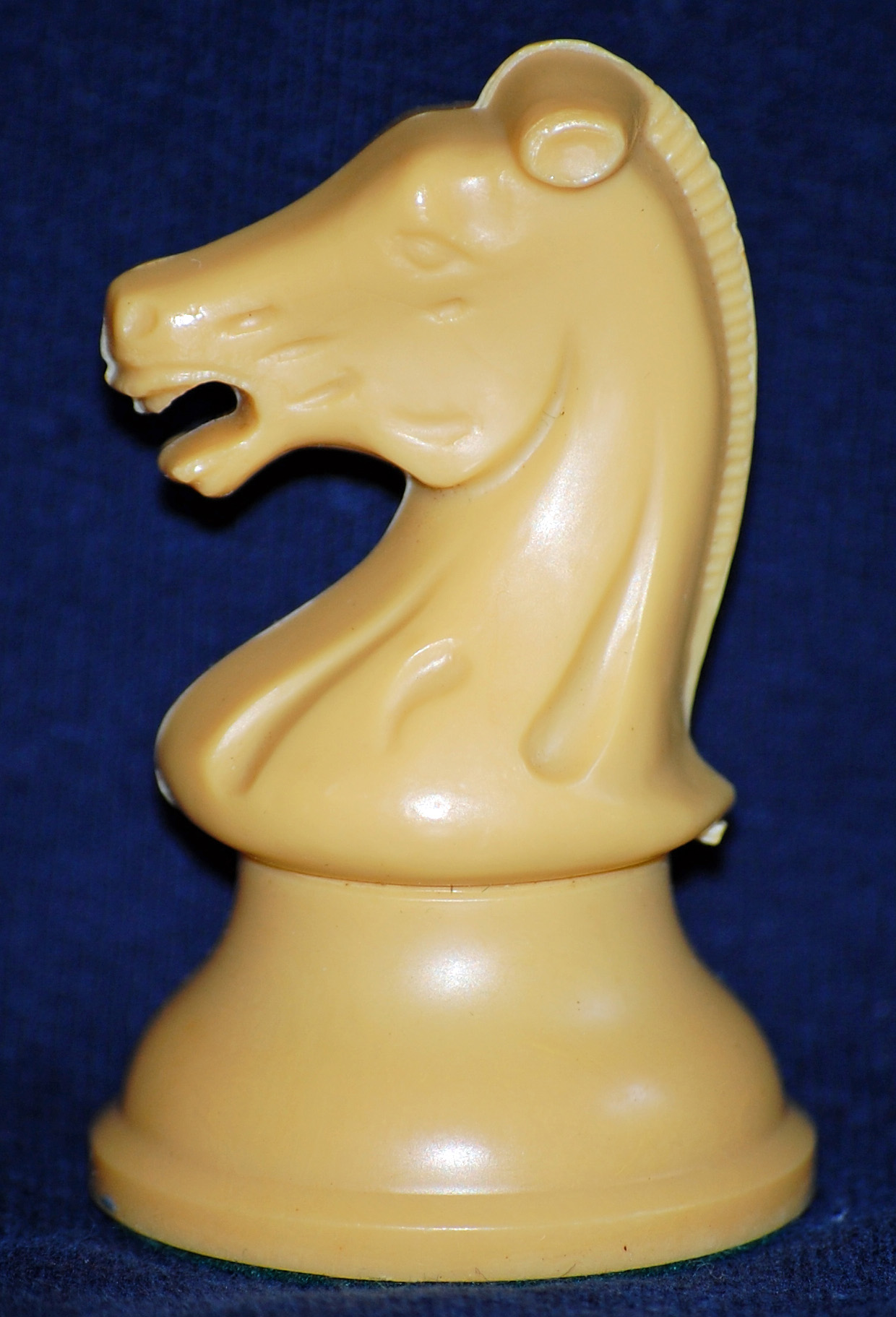

## 같이 보기
- 두브로브니크 체스 세트
- 루이스 체스 말
- 마콘데 체스 세트
- 셀레누스 체스 세트

## 더 읽어보기
- Schafroth, Colleen (2002). 《The Art of Chess》. ISBN 0-8109-1001-2.
- Williams, Gareth John (2000). 《Master Pieces: The architecture of chess》. ISBN 0-670-89381-1.
- Fersht, Alan (2007). 《Jaques Staunton Chess Sets 1849-1939》. ISBN 978-0-9557325-0-8.